# Festung Dietikon

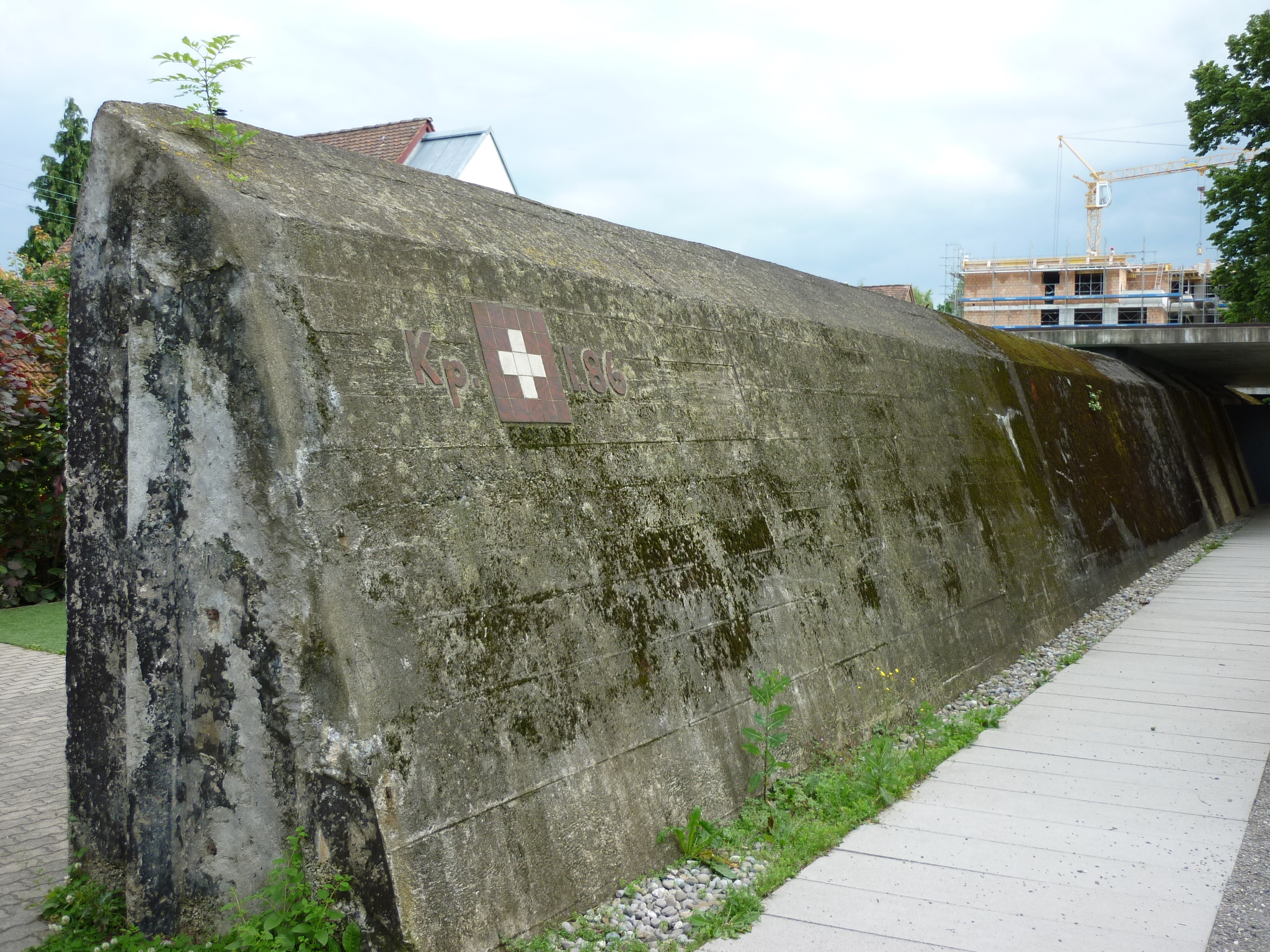
Festung Dietikon

Die Festung Dietikon war einer der grössten und wichtigsten Ortsstützpunkte der Limmatstellung der Schweizer Armee im Zweiten Weltkrieg.

## Limmatstellung
Die strategische Lage von Dietikon spielte bereits bei der Zweiten Schlacht von Zürich eine wichtige Rolle, als den Franzosen am 25. September 1799 ein militärischer Brückenschlag über die Limmat gelang. Auf dem Arc de Triomphe in Paris sind 159 Siege der französischen Heere verzeichnet, zwei davon sind Dietikon und Zürich.

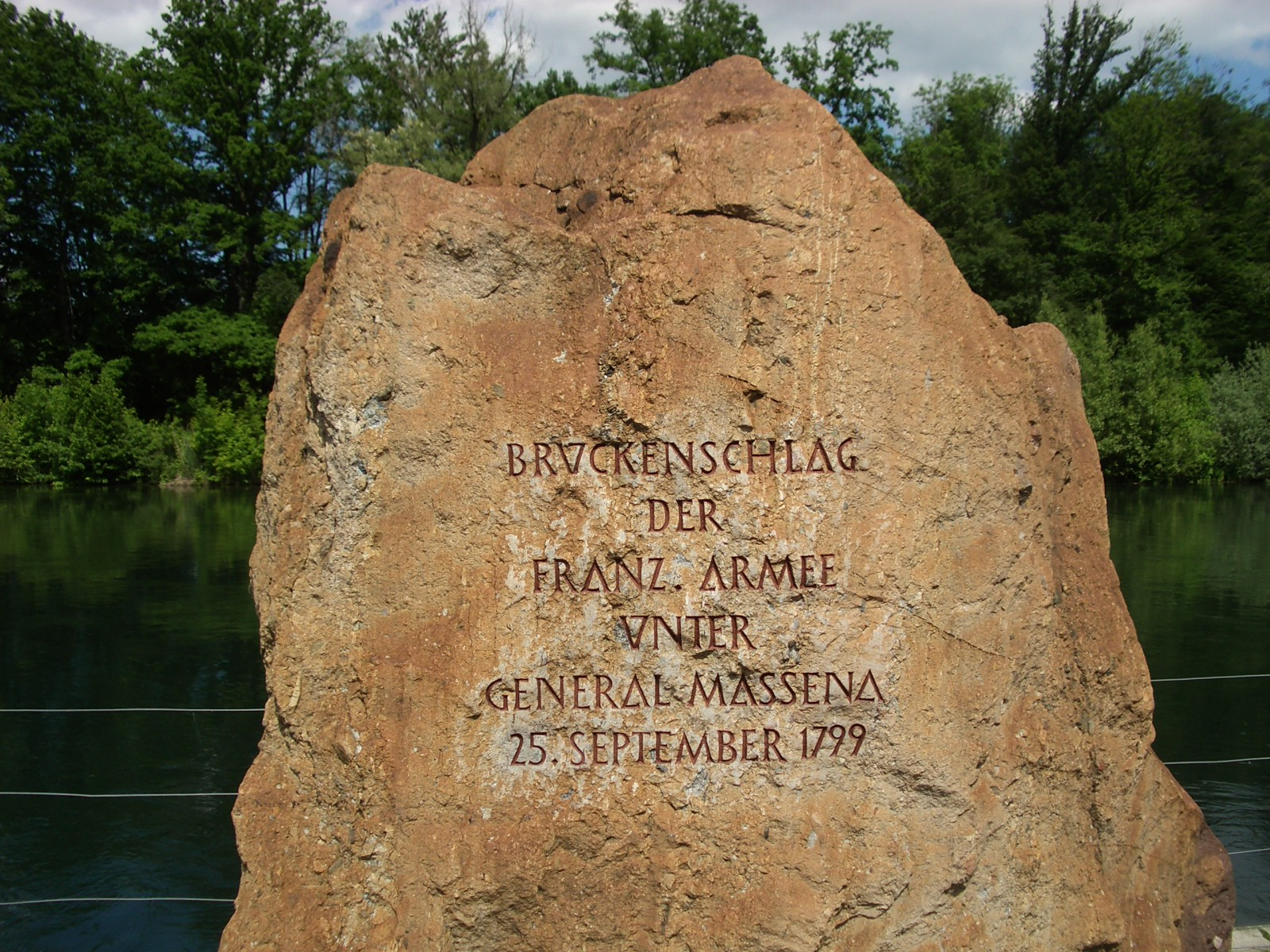
Gedenkstein zum Brückenschlag vom 25. September 1799 an der Limmat bei Dietikon
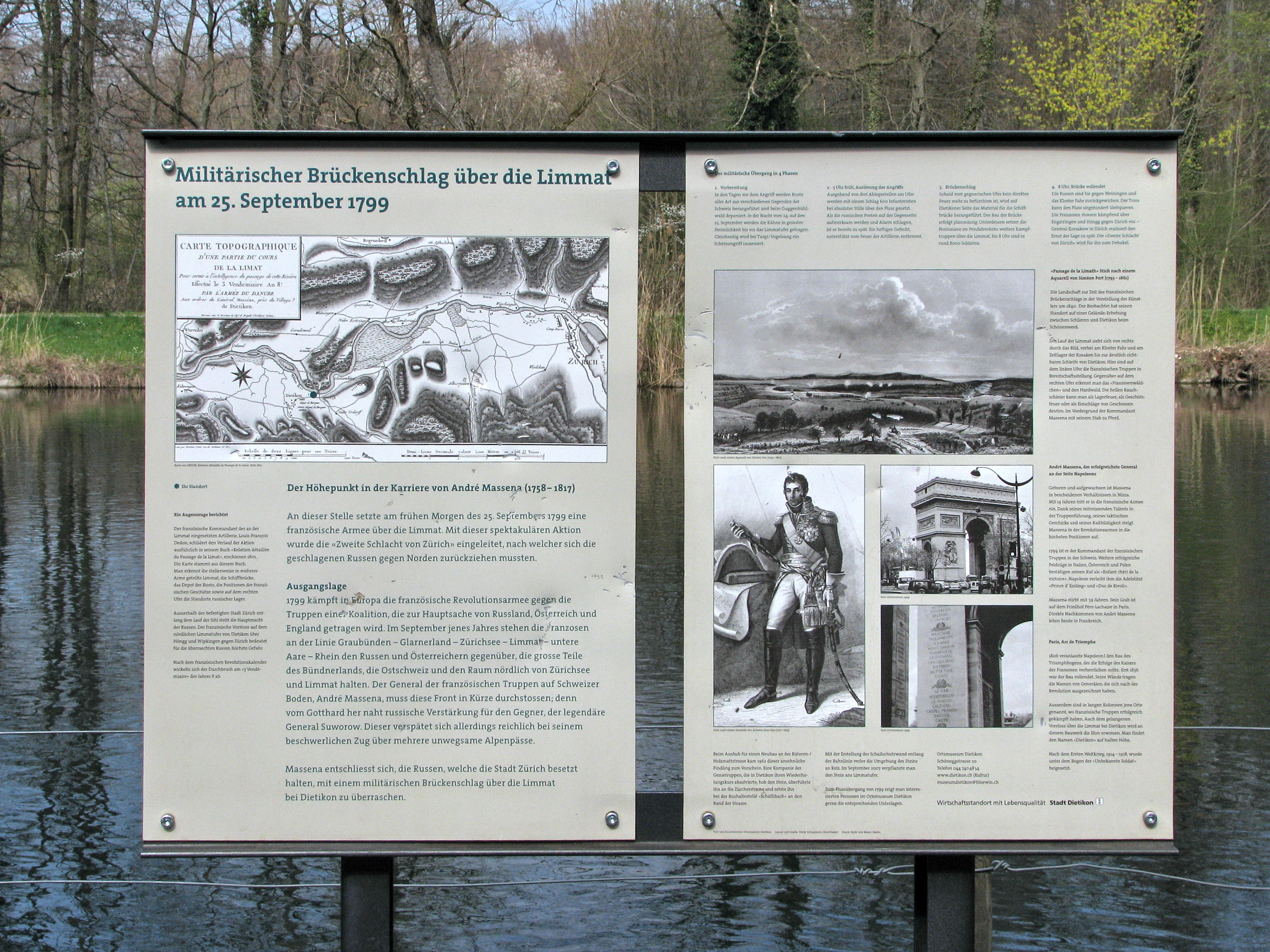
Informationstafel zum Brückenschlag

Aufgrund des Operationsbefehles Nr. 2 vom 4. Oktober 1939 (Aufmarsch Nord) besetzte die Schweizer Armee die Limmatstellung von Sargans bis zum Gempenplateau, um einen Angriff aus dem Norden und eine Umgehung der Maginot-Linie durch die Schweiz aufhalten zu können. Das Schwergewicht der Limmatstellung bildete der mittlere Abschnitt, die 25 km breite Front zwischen Zürich (Zürichsee) und Brugg (Limmatmündung), wurde dem 3. Armeekorps unter Oberstkorpskommandant Rudolf Miescher zugeteilt. Auf diesem Frontabschnitt musste der Durchbruch eines gegnerischen Angriffs ins Reusstal und damit der direkte Zugang in die Zentralstellung im Gotthardgebiet verhindert werden.
Als Verstärkung wurde zwischen die 6. Division (Uetliberg bis Urdorfer Senke) und die 8. Division (Rüsler bis Windisch) die welsche 1. Division am Mutschellen und Heitersberg eingesetzt. Der grösste Teil der Truppen der 1. Division blieben aus neutralitätspolitischen Gründen an der Westgrenze und wäre erst bei einem Angriff von Norden verschoben worden. Ihre Kampfstellungen wurden deshalb von der Ad-hoc-Formation «Gruppe Dietikon» vorbereitet. Während zehn Monaten (Oktober 1939 bis August 1940) bereitete man sich darauf vor, zur Hauptkampflinie bei einem deutschen Angriff zu werden.

## Gruppe Dietikon

### Kommandant und Truppen
Die Führung der Gruppe Dietikon wurde dem altgedienten und erfahrenen Miliz-Oberst Alfred Roduner (1885–1969) anvertraut. Das Kommando der Gruppe Dietikon befand sich im schwer bewachten Hotel Krone, der Kommandoposten der 1. Division in Bremgarten.
Als Besatzung der Kernbefestigung waren 500 Mann mit 27 Maschinengewehren vorgesehen. In der Heeresgruppe Dietikon haben rund 60 unterschiedlichste Truppenverbände (Infanterie, Gebirgsinfanterie, Territorialtruppen, Pontoniere, Verpflegungs- und Sanitätstruppen, Sappeure, Hilfsdienst (HD)-Bautruppen, Artillerie) Aktivdienst geleistet und beim Festungsbau mitgeholfen. Unter ihnen war auch die Edentaten-Kompanie des 3. Armeekorps, in der Soldaten zusammengefasst wurden, die sich die Zähne ziehen liessen, um vom Aktivdienst befreit zu werden. Sie erhielten künstliche Zähne und der Kompanie wurde ein Zahnarzt zugeteilt. Ihr Soldatenmarkensujet war die Kappeler Milchsuppe, die man auch ohne Zähne zu sich nehmen kann.
In Dietikon waren insgesamt 5200 Soldaten bei einer damaligen Einwohnerschaft von 6200 einquartiert. Die Schulstunden einzelner Schulklassen mussten während neun Monaten statt im Zentralschulhaus an anderen Orten wie dem Estrich einer Schreinerwerkstatt abgehalten werden.
Die Ortswehr hatte unter anderem die Aufgabe, die Landung von Fallschirmjägern zu beobachten und zu verhindern. Sie hatte verschlossene Kuverts mit Namen von Mitgliedern der Fünften Kolonne, die sie bei einem deutschen Einmarsch sofort hätte verhaften müssen.

### Armeebefehl und Verteidigungskonzept
Der Befehl für die Verteidigung der Limmatstellung des Kommandanten des 3. Armeekorps vom 15. Februar 1940 lautete für die 1. Division folgendermassen:
- hält[2] den Abschnitt der Mitte an der Limmat
- sperrt die Strasse Dietikon–Bremgarten
- hält die Höhen von Kindhausen–Sennenberg

Korpskommandant Miescher war gegen Verteidigungsstellungen unmittelbar an der Limmat, wie sie General Henri Guisan plante, weil diese von den Anhöhen einsehbar waren. Man einigte sich auf einen Kompromiss, der zuerst die Befestigung der bewaldeten Anhöhen südlich der Limmat vorsah und später diejenigen direkt an der Limmat, wozu es dann wegen des Reduits nicht mehr kam.
Im Vorfeld der Festung Uetliberg wurden von der 6. Division, dem Stadtkommando Zürich und der Gruppe Dietikon (1. Division) zur Panzerbekämpfung und Rundumverteidigung Stützpunkte in Altstetten (Dachsleren, Kappeli, Panama), Oberurdorf und Dietikon (Festung Dietikon) eingerichtet. In den Dorfkernen wurden die Häuser zu Feuerstellungen ausgebaut, die Zwischenräume durch Mauern, Beton, Eisenpfähle verbunden und mit Stacheldraht verstärkt.
Hinter diesen Stützpunkten sollten ein gegnerischer Durchbruch auf den bewaldeten Anhöhen mit Hindernissen, Eisensperren und Tankgraben aufgehalten werden.
Die Artillerie wurde im Raum Ringlikon (Brand), Birmensdorf (Haslen, Maas, Ramerenwald, Risi, Egg, Schüren, Löffler), Bonstetten (Hörglen), Oberlunkhofen (Matteried) und Bremgarten (Hegnau) in einer lockeren, schachbrettartigen Form und gut getarnt aufgestellt.
Die 18 Batterien mit insgesamt 72 Rohren konnten über die Urdorfer Senke und die Waldegg Zürich, Wallisellen, Rümlang, Dielsdorf und die Lägern erreichen. Sie waren auch für den Artilleriefeuerschutz der Limmatübergänge von Wipkingen und Dietikon zuständig.

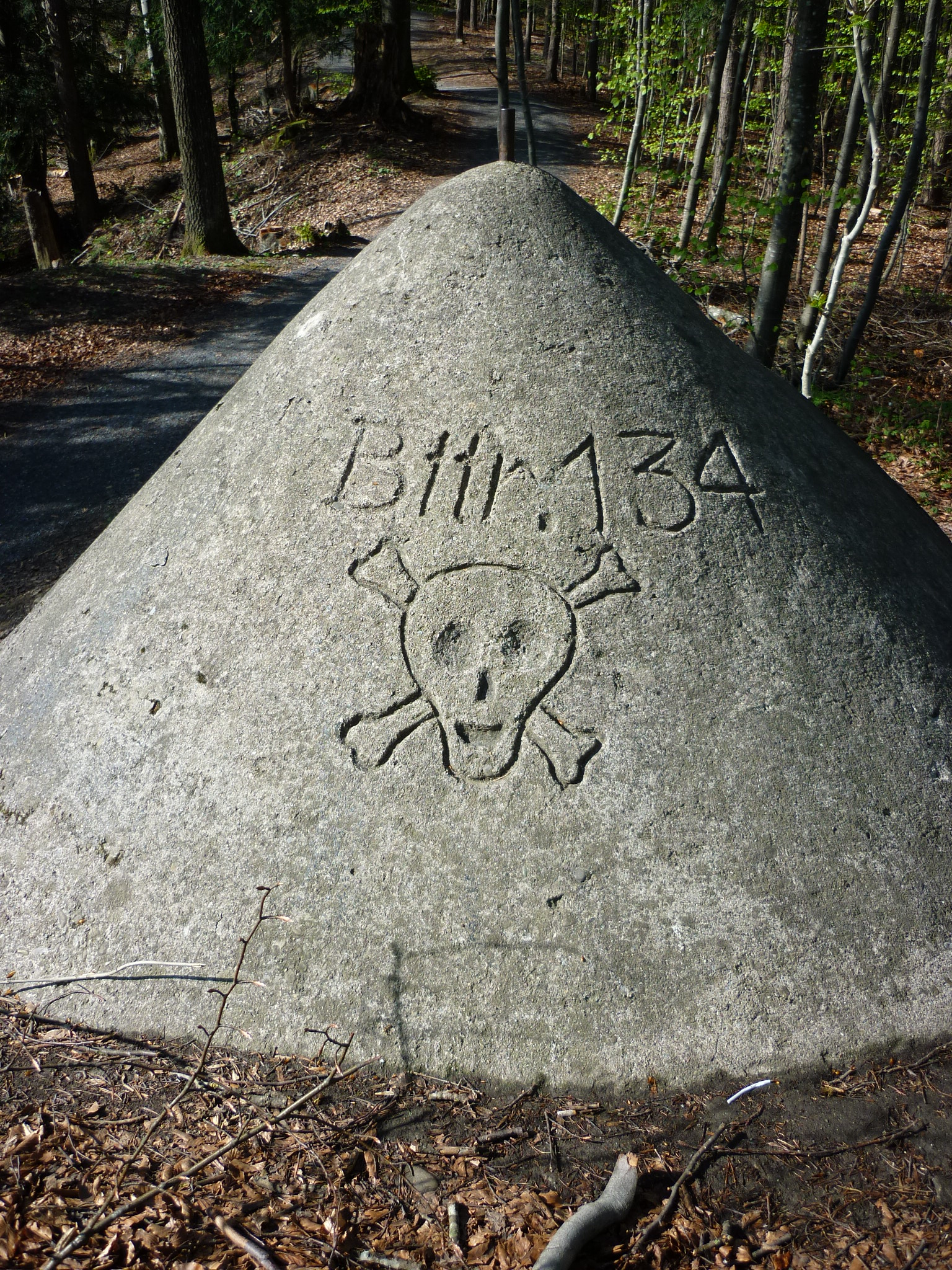
Beobachtungsbunker Uetliberg
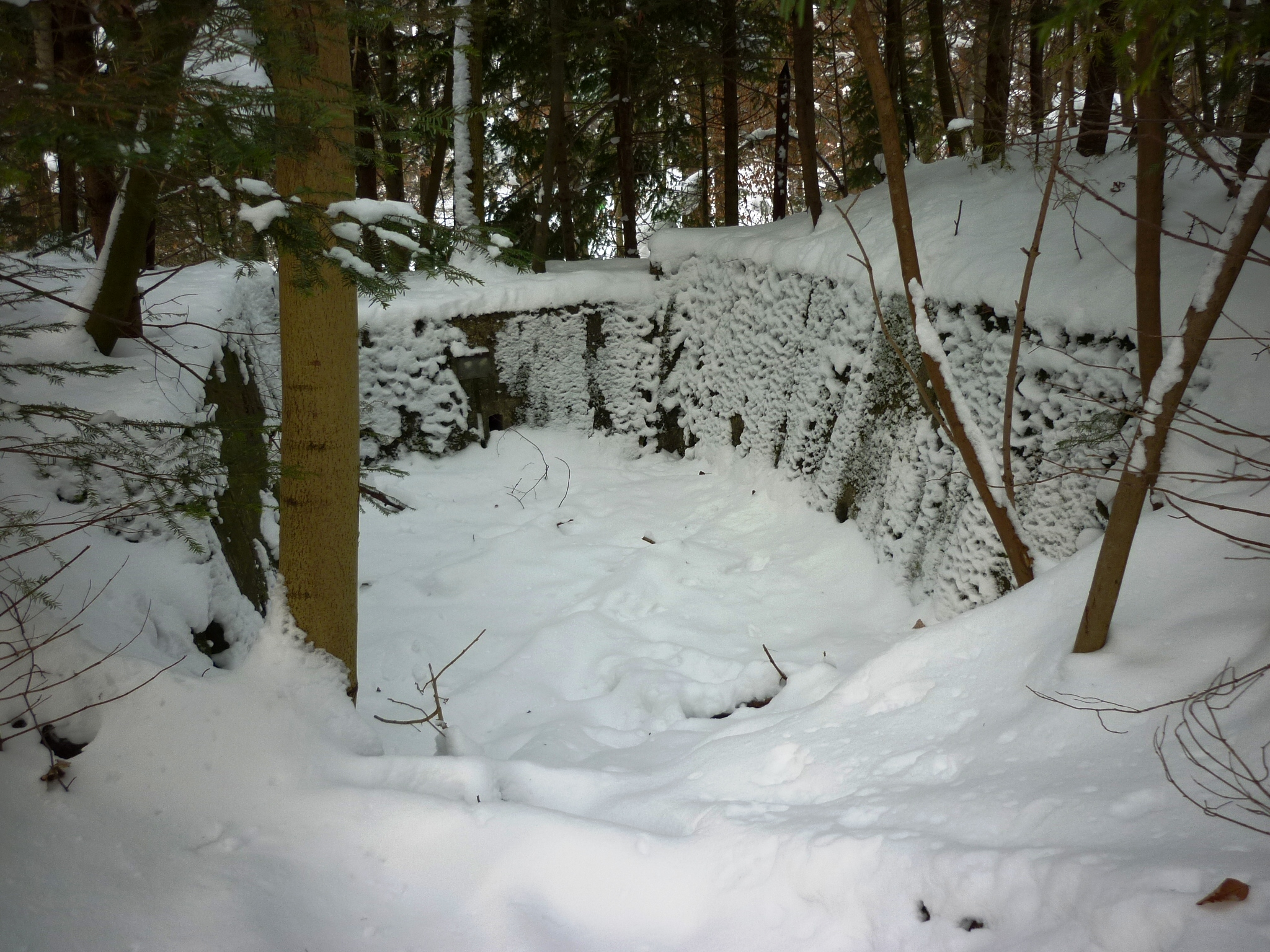
Artilleriestellung Brand, Ringlikon-Uitikon
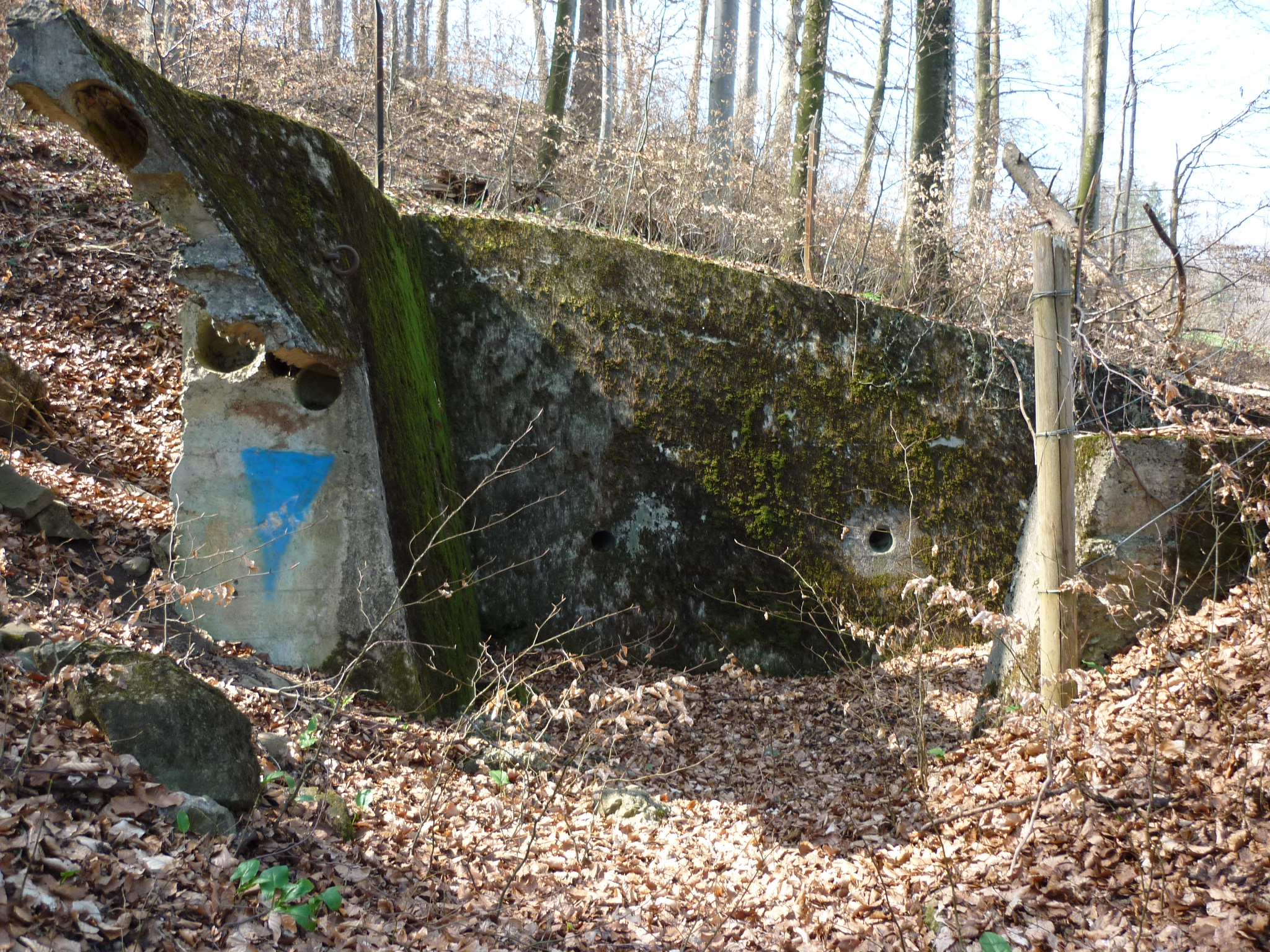
Artilleriestellung Schüren, Birmensdorf

### Evakuation der Zivilbevölkerung
Im Dezember 1939 gab General Guisan den Befehl, die Evakuation der Bevölkerung (rund 400'000 Personen) entlang der Limmatstellung für den Fall eines Angriffes aus Norden vorzubereiten. In Dietikon wurde von Gemeinderat ein Evakuationsdienst aufgebaut, der die Evakuation der Hälfte der damaligen rund 6000 Einwohner vorzubereiten hatte. Auch Kühe und Rinder wären als lebender Proviant evakuiert worden. Die Aargauer Bevölkerung der Limmatstellung hätte in die Kantone Freiburg und Waadt marschieren müssen. Der Rückzug der Armee ins Reduit machte eine Evakuation gegenstandslos, weil Nahrung und Platz dort nicht vorhanden waren.

## Befestigungen
Neben der Kernbefestigung war Dietikon von zwei Sperren im Westen und Osten umschlossen, die jeweils von den bewaldeten Anhöhen über die Talsohle bis an die Limmat führten. Das ganze Waldgebiet wurde zum militärischen Sperrgebiet erklärt. Strassen und Wege wurden mit Sperren versehen. Die Gruppe Dietikon baute 1939 als äussere Sperrstellungen Tanksperren, auf welche die Waffen von rund 24 Bunkern gerichtet waren. Im Zentrum von Dietikon entstand eine Festung mit Bunkern und einer Betonringmauer von 300 × 150 m. Zentralschulhaus und Kirchplatz umfassten zu Kriegszeiten insgesamt sieben Bunker und 900 Meter Festungsmauer.
Der wichtige Stützpunkt wurde von General Guisan 1940 zweimal inspiziert. Das im Zentrum der Betonringmauer liegende Zentralschulhaus war umgeben von Verteidigungsmauern und Bunkern und diente als Mobilisationsplatz. Dort wurden Soldaten einquartiert und auf dem Pausenplatz fanden Wachablösungen und Hauptverlesen statt. Mit dem Rückzug ins Reduit wurden die Bauarbeiten eingestellt oder stark reduziert.
1944 wurde aufgrund einer Neubeurteilung der militärischen Lage südwestlich der Limmat wieder intensiver befestigt. Es wurden Bunker mit Panzerabwehrwaffen, Mannschaftsunterstände gebaut und kilometerweise Höckerlinien und Infanteriehindernisse angelegt.

### Kernbefestigung
Von der Kernbefestigung sind hinter dem Zentralschulhaus (mit Eckbunker Berta) und bei der katholischen Kirche (mit Eckbunker) noch zwei Stücke erhalten. Die Mauerkrone war mit einbetonierten Glasscherben bewehrt. An den Ecken der Mauer wurden Bunker gebaut. Die Soldatenunterstände wurden in verstärkten Kellern der innerhalb der Kernbefestigung liegenden Wohnhäuser eingerichtet.
- Tankmauer Stützpunkt Dietikon	⊙
- Eckbunker Berta A 5236, mobiles Lmg ⊙
- Eckbunker Ost A 5237, mobiles Lmg ⊙
- Eckbunker West ⊙

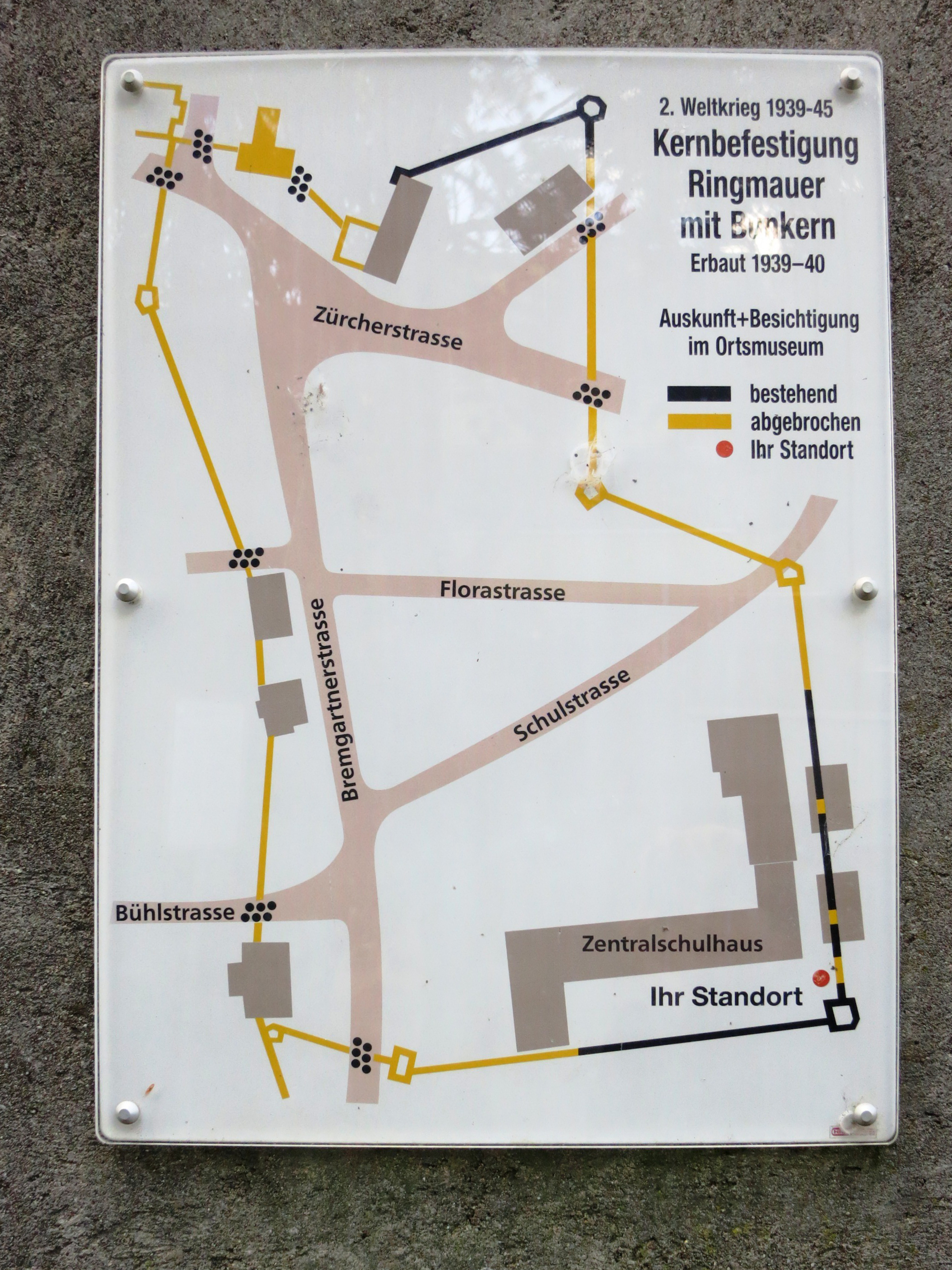
Übersicht der Kernbefestigung
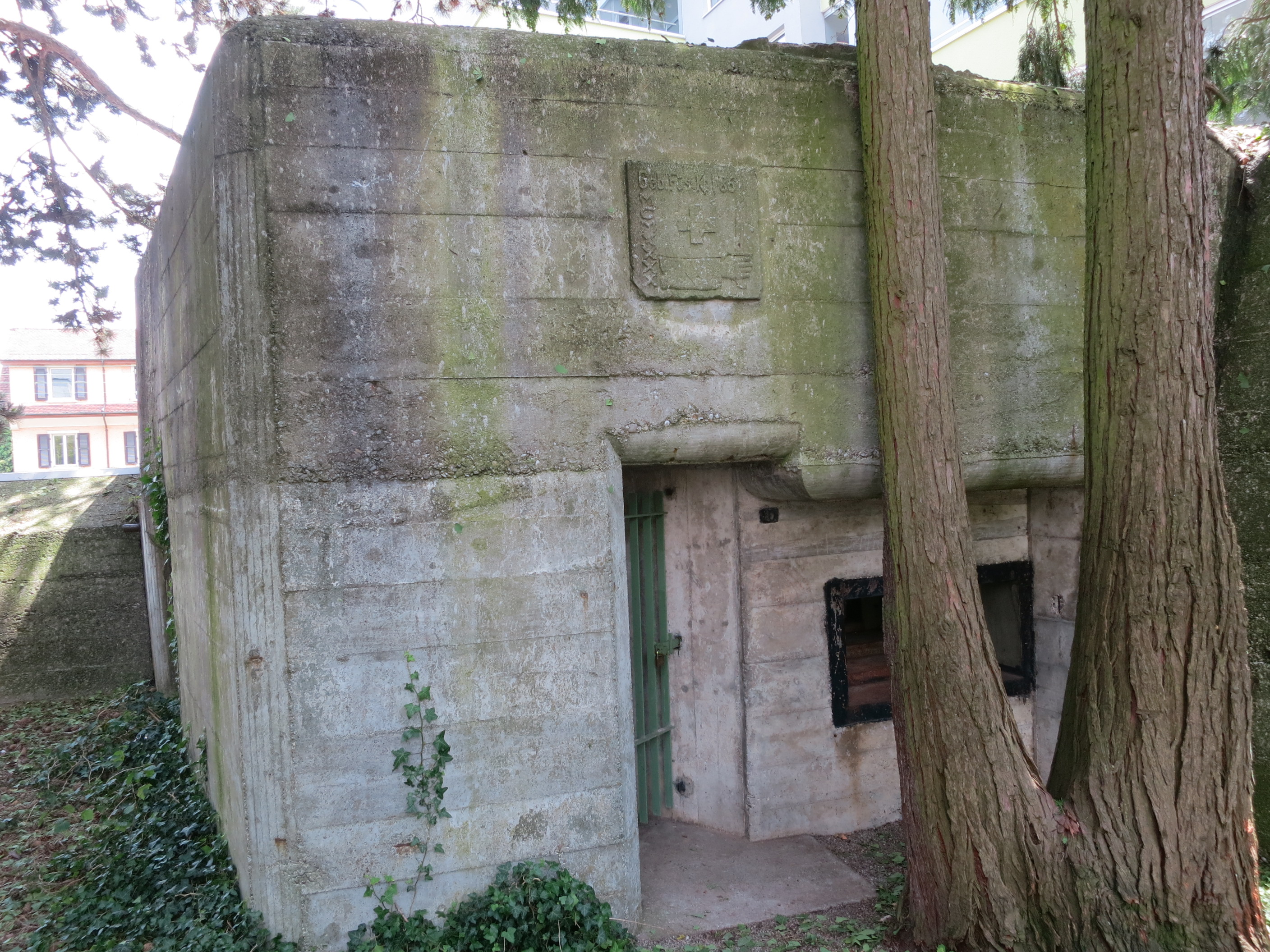
Eckbunker «Berta» hinter dem Zentralschulhaus A 5236
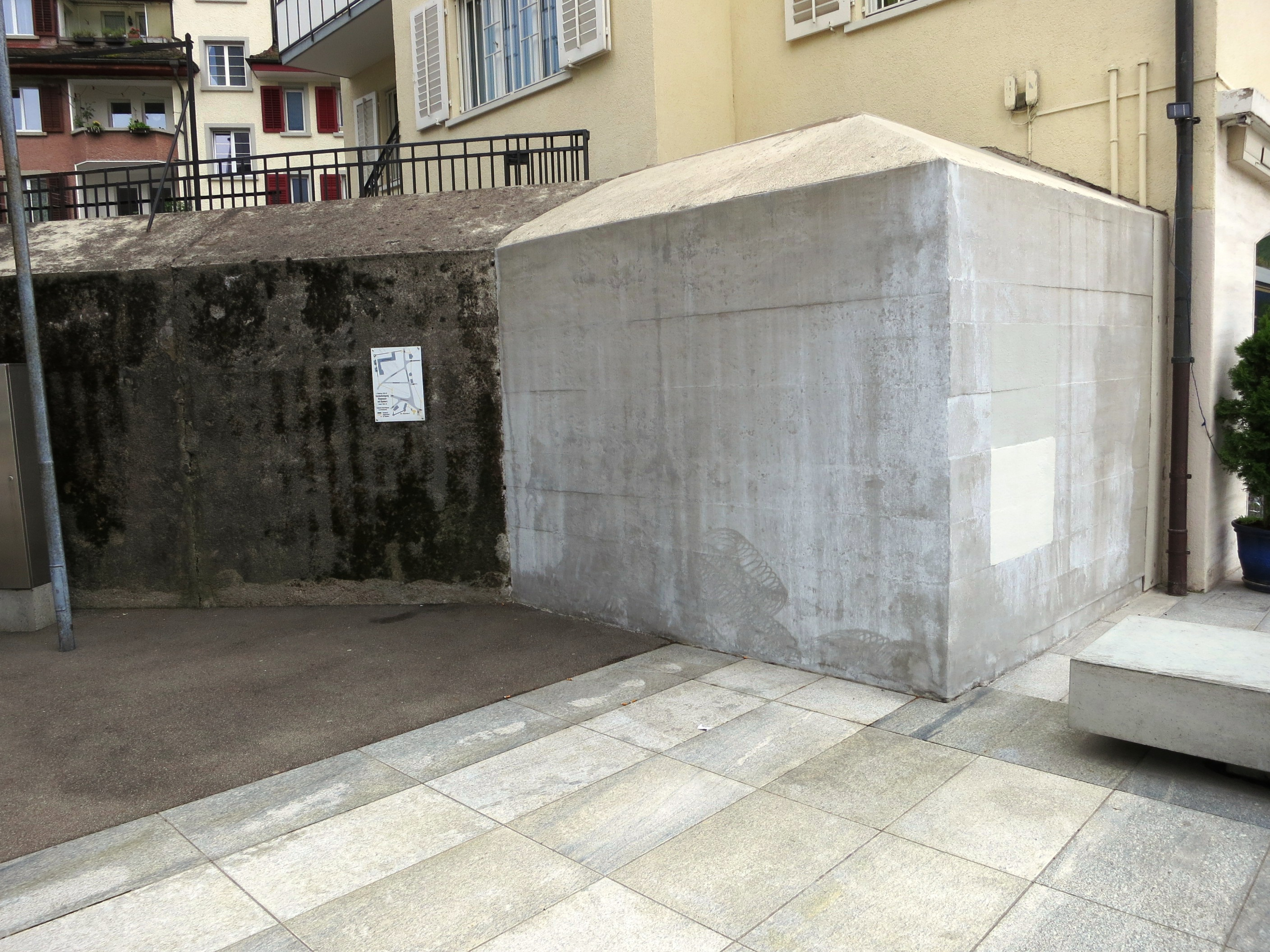
Festungsmauer bei der katholischen Kirche, Eckbunker West mit zugemauerter Scharte
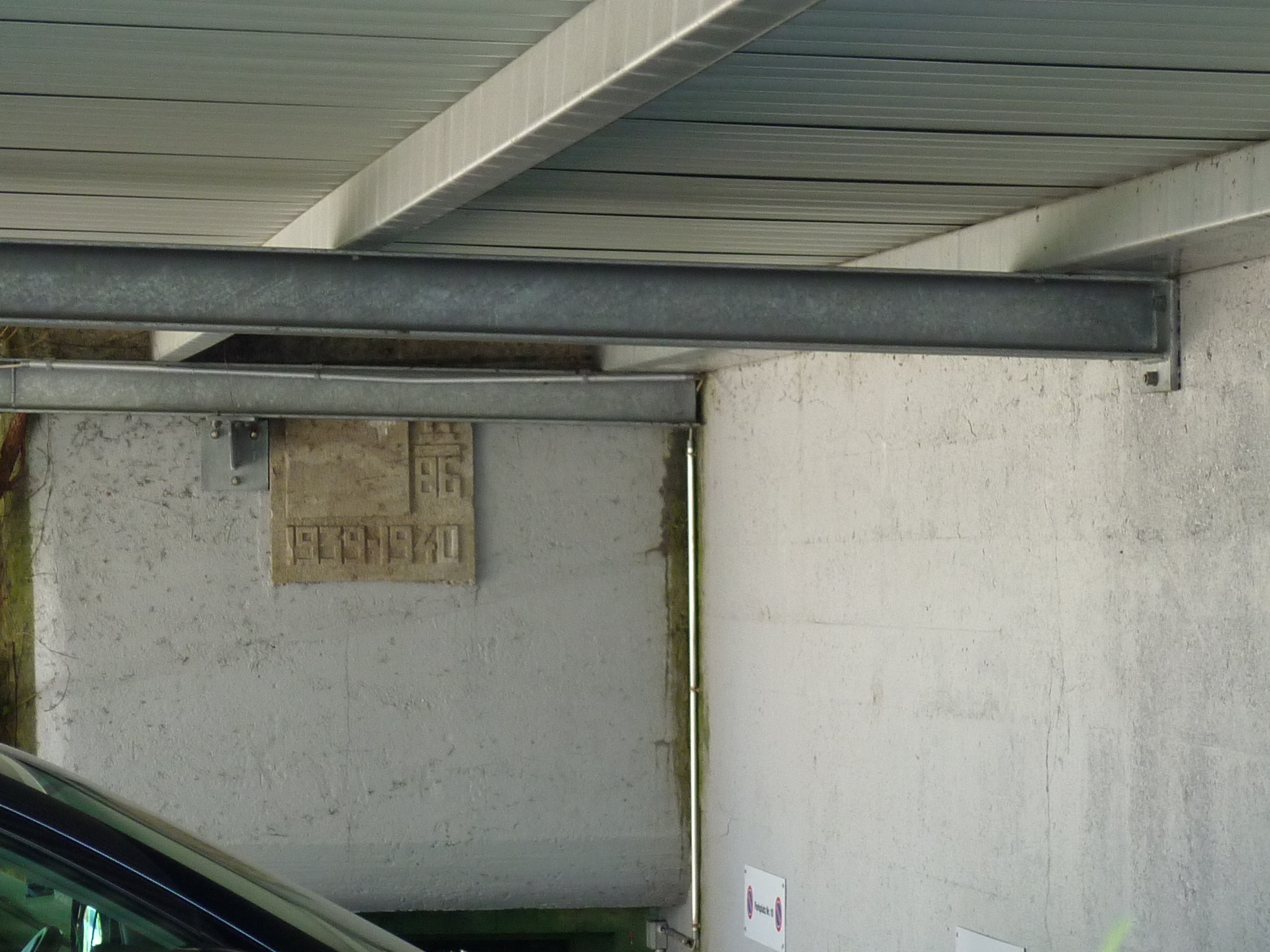
Festungsmauer bei der katholischen Kirche, Eckbunker Ost A 5237

### Nordwestsperre
Die 3,7 km Nordwestsperre führte mit ihren fünf Bunkern von der Anhöhe Junkholz am Dorfrand von Spreitenbach über Niderfeld bis an die Limmat bei Fahrweid.
Die heute noch bestehenden Bunker wurden 1941 gebaut:
- Infanteriebunker «Unterdorf» A 5240 (Hof mit Zugang Gjuchstrasse; drei schwere Maschinengewehre, drei leichte Maschinengewehre und zwei Tankbüchsen, 23 Mann Besatzung) ⊙
- Betonschild für IK Junkholz A 5243, Spreitenbachstr. 35, Dietikon ⊙
- Panzerabwehrbunker «Gigenpeter» A 5244 (zwei schwere Maschinengewehre/zwei Tankbüchsen, drei leichte Maschinengewehre) ⊙
- Betonschild für Ik Junkholz A 5245, Spreitenbach ⊙
- Betonschild für Ik Junkholz A 5246, Spreitenbach ⊙
- Infanteriebunker alter Scheibenstand A 5247 Schürmatt Spreitenbach ⊙
- Minenwerferstellung Bergdietikon ⊙
- Panzersperre Kindhausen Nordende ⊙
- Waldsperre Kindhausen	⊙

Die heute abgebrochenen Bunker wurden im Mai 1940 erstellt:
- «Tankstelle» an der Hauptstrasse nach Spreitenbach bei der Abzweigung nach Fahrweid
- «Reppischbrücke» (Tarnung als „Holzlager“; drei Maschinengewehre, eine Tankbüchse)
- «Unterführung» (Tarnung „Grabmal-Ausstellung“)

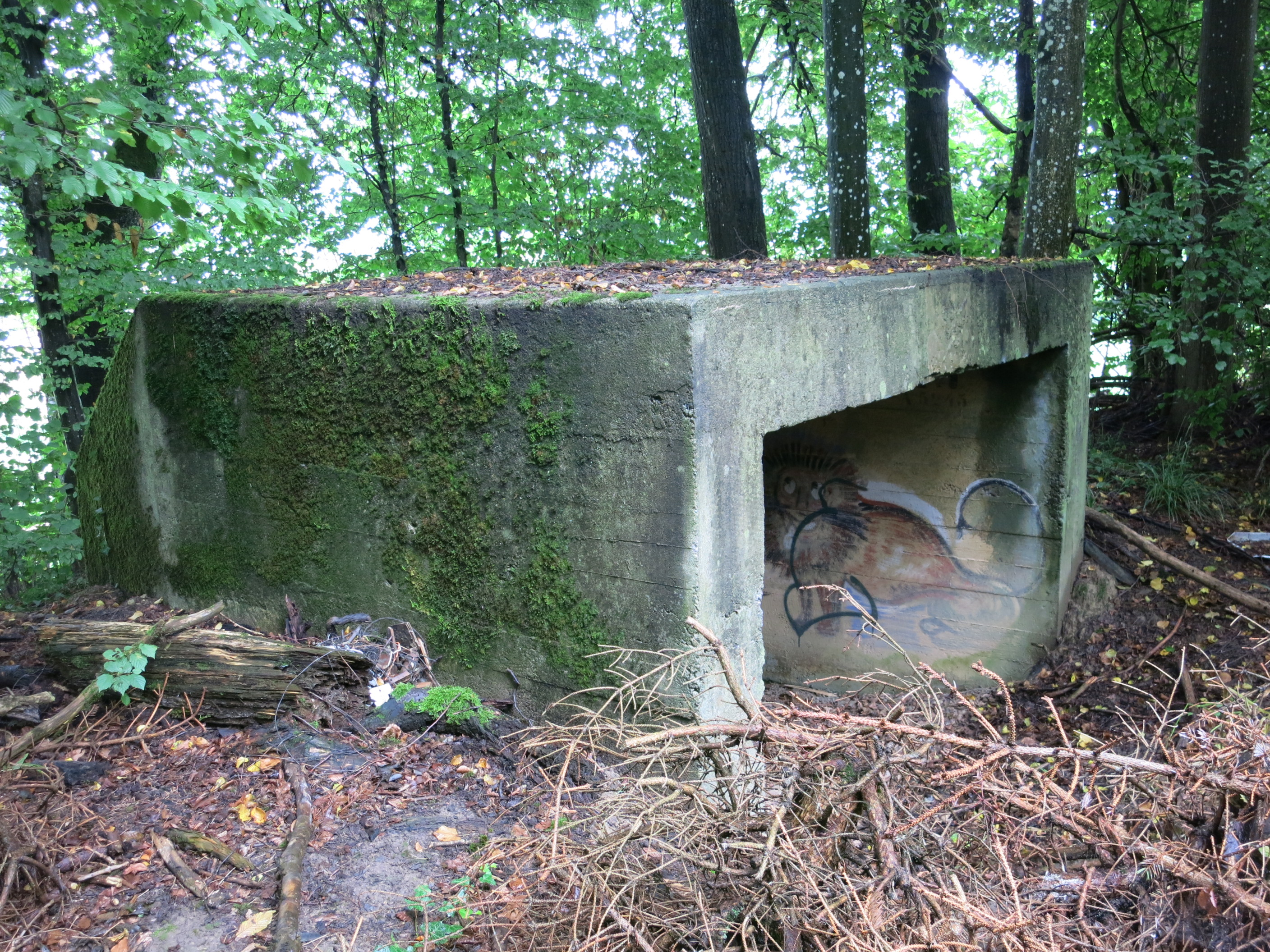
Betonschild für Infanteriekanone (Ik) Junkholz, Spreitenbach
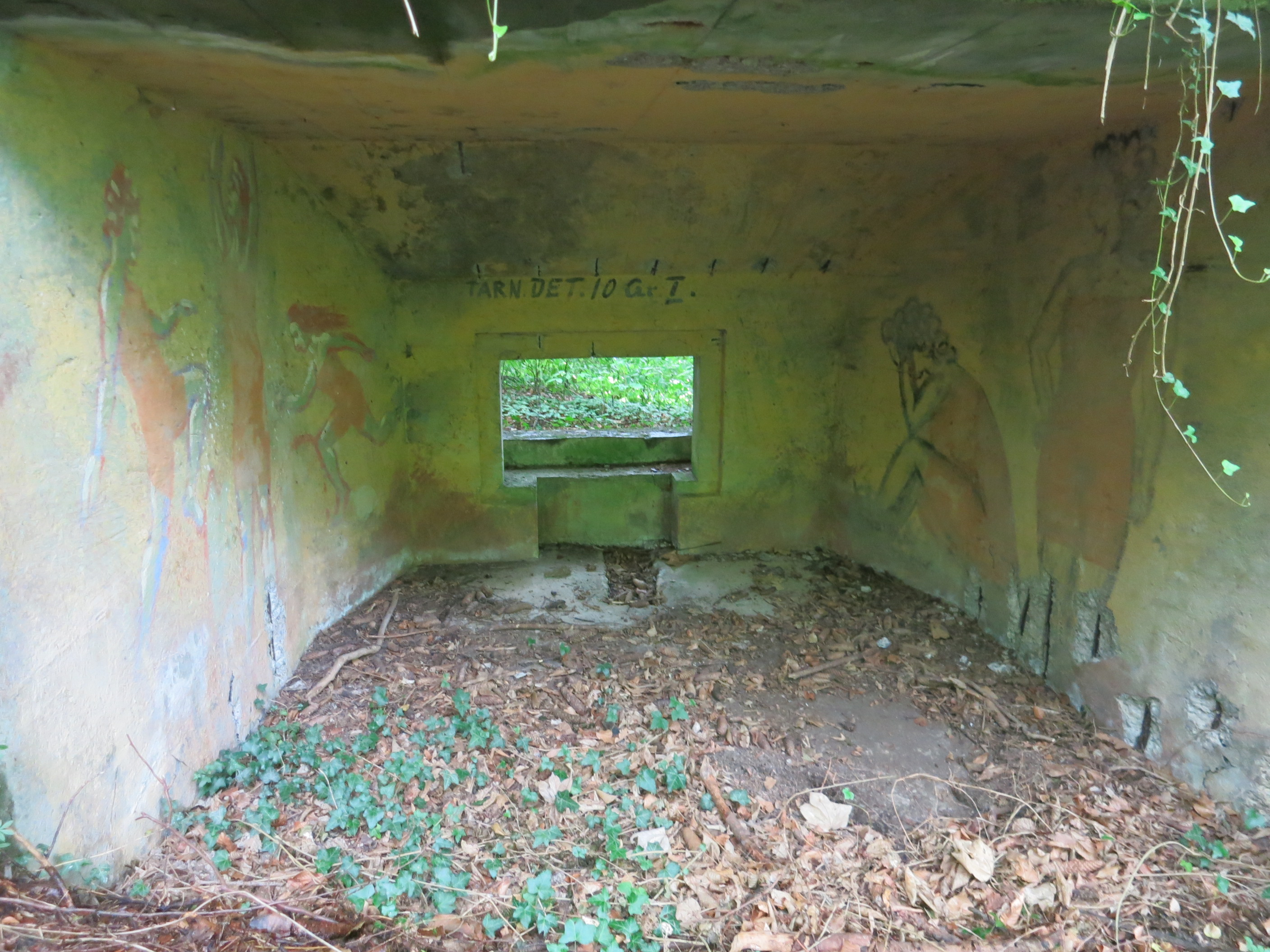
Ik-Schild Junkholz West A 5246 (Tarn Det.10 Gr.1)
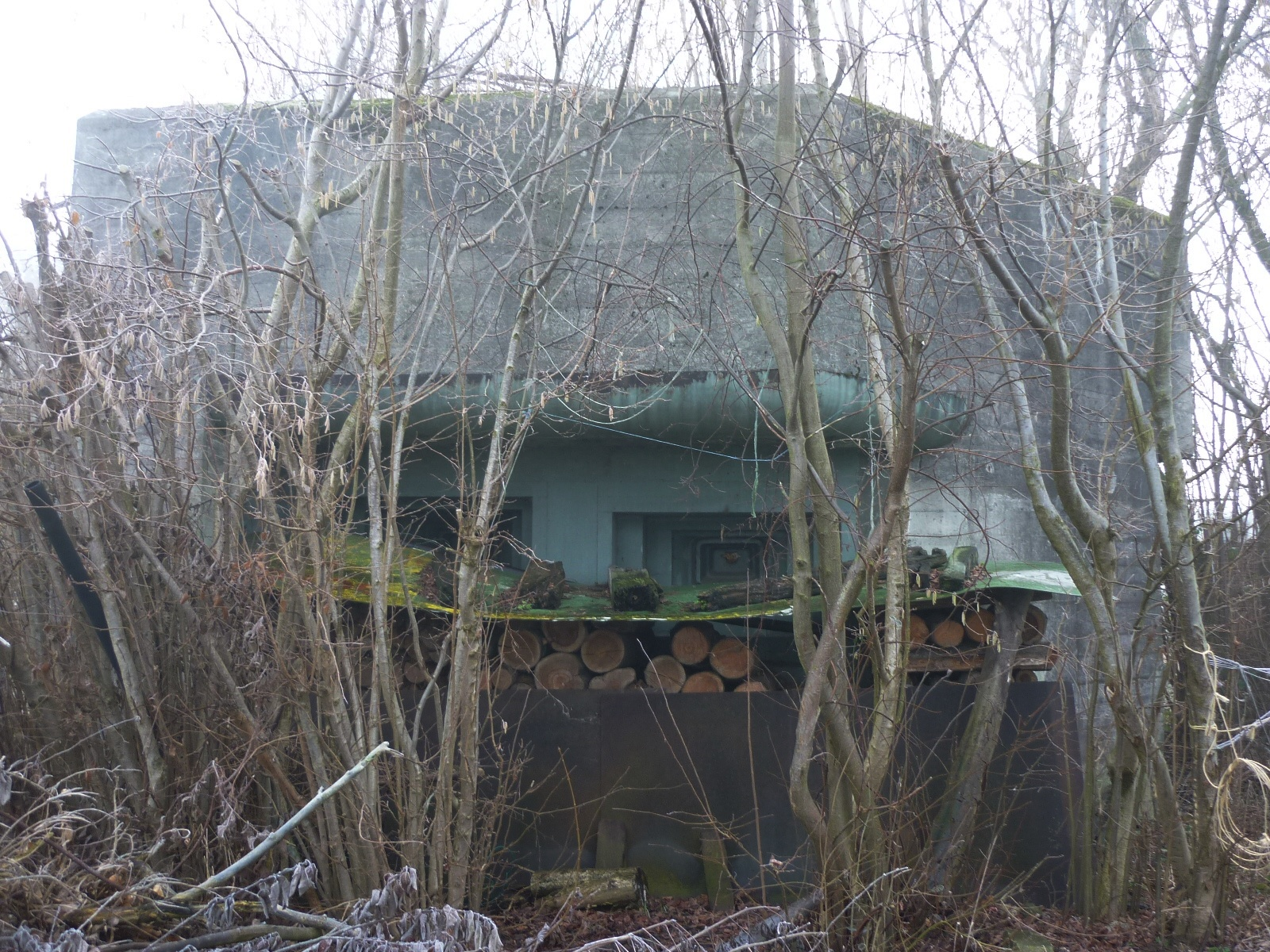
Bunker «Gigenpeter»
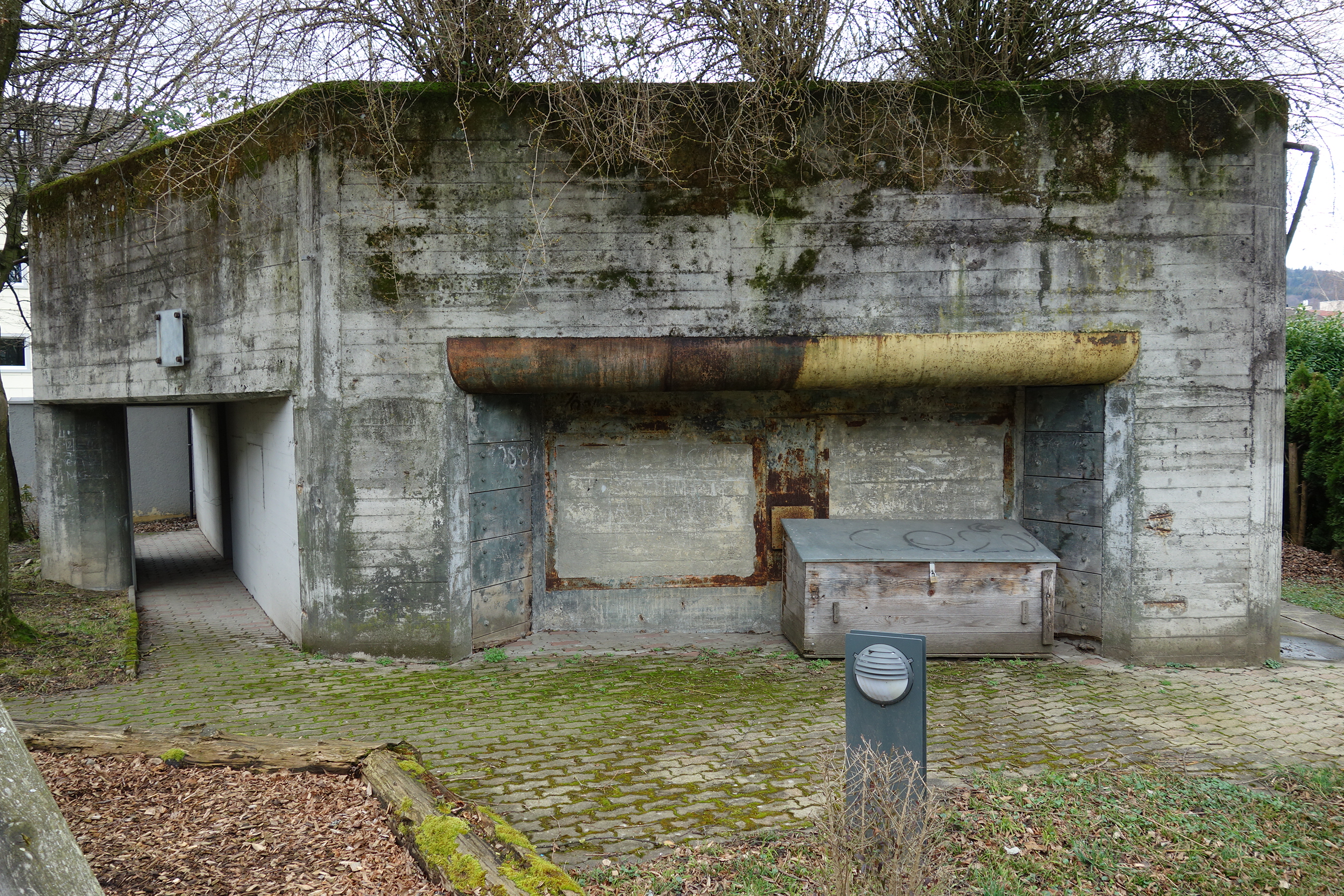
Bunker «Unterdorf»

### Südostsperre
Die 1,9 km lange Südostsperre führte von der Anhöhe Lindenbühl bis an die Stelle an der Limmat, wo 1799 der Brückenschlag der Franzosen stattfand. Sie wurde von 14 Bunkern flankiert. Die Sperre wurde teilweise Mitte 1941 fertiggestellt. Das Infanteriewerk «Lindenbühl Ost» bildete das südliche Ende der Sperre. Etwa 200 m unterhalb des Infanteriewerks «Lindenbühl Ost» wurde von HD-Soldaten eine Tankmauer erstellt. An der Strasse Richtung Mutschellen befinden sich die Überreste einer Tanksperre (Höckerlinie). Im Guggenbühlwald flankierten sechs Bunker die Südostsperre. Vom Guggenbühlwald bis zum Bunker «Vogelau» beim Wolfsmattschulhaus wurde eine Betonhöckerlinie gebaut. An dessen oberen Ende befindet sich der Flankierbunker A 5232.
- Infanteriewerk «Lindenbühl Ost» A 5223, Infanteriekanone auf Feldlafette, SMg, 4 LMg, 19 Mann ⊙
- Infanteriebunker «Buchholz» A 5222, Festung Girhalden, dreistöckig, Maschinengewehr (Mg) Stand ⊙
- Tankmauer Lindenbühl ⊙
- Beobachtungsbunker «Hühnerstall» (Pak) A 5224, eine Tankbüchse (TB) ⊙
- Panzerabwehrbunker A 5225, eine TB, 2 Mg ⊙
- Infanteriebunker A 5226, 1 Leichtmaschinengewehr (Lmg) ⊙
- Infanteriebunker A 5227, 1 Lmg ⊙
- Infanteriebunker A 5228, 1 Lmg ⊙
- Infanteriebunker A 5229, 1 Lmg ⊙
- Infanteriebunker A 5230, 1 Lmg ⊙
- Infanteriebunker A 5231, 1 Lmg ⊙
- Panzerabwehrbunker A 5232, 1 TB, 1 Mg	⊙
- Panzerabwehrbunker «Vogelau» A 5233, dreistöckig 10m hoch, 5 SMg, 2 TB, 22 Mann ⊙

- Geländepanzerhindernis (GPH) Höckerlinie Guggenbühl T 2577 ⊙
- Ein Bunker mit einem leichten Maschinengewehr an der Bahnlinie wurde beim viergleisigen Ausbau abgebrochen.
- Der Bunker «Schäflibach» in der Nähe der Bahnlinie wurde 1996 abgebrochen.[3]

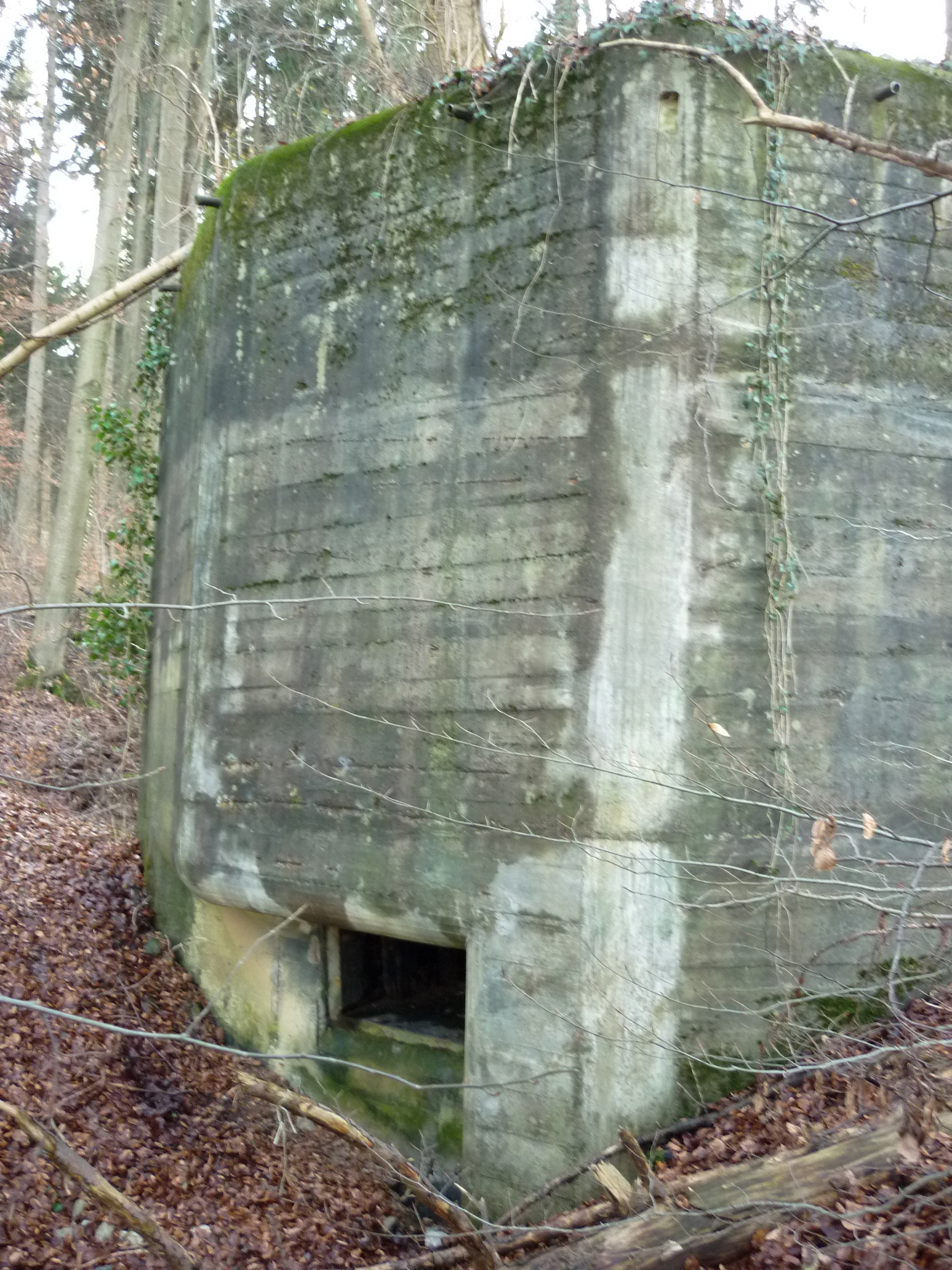
Bunker «Buchholz»
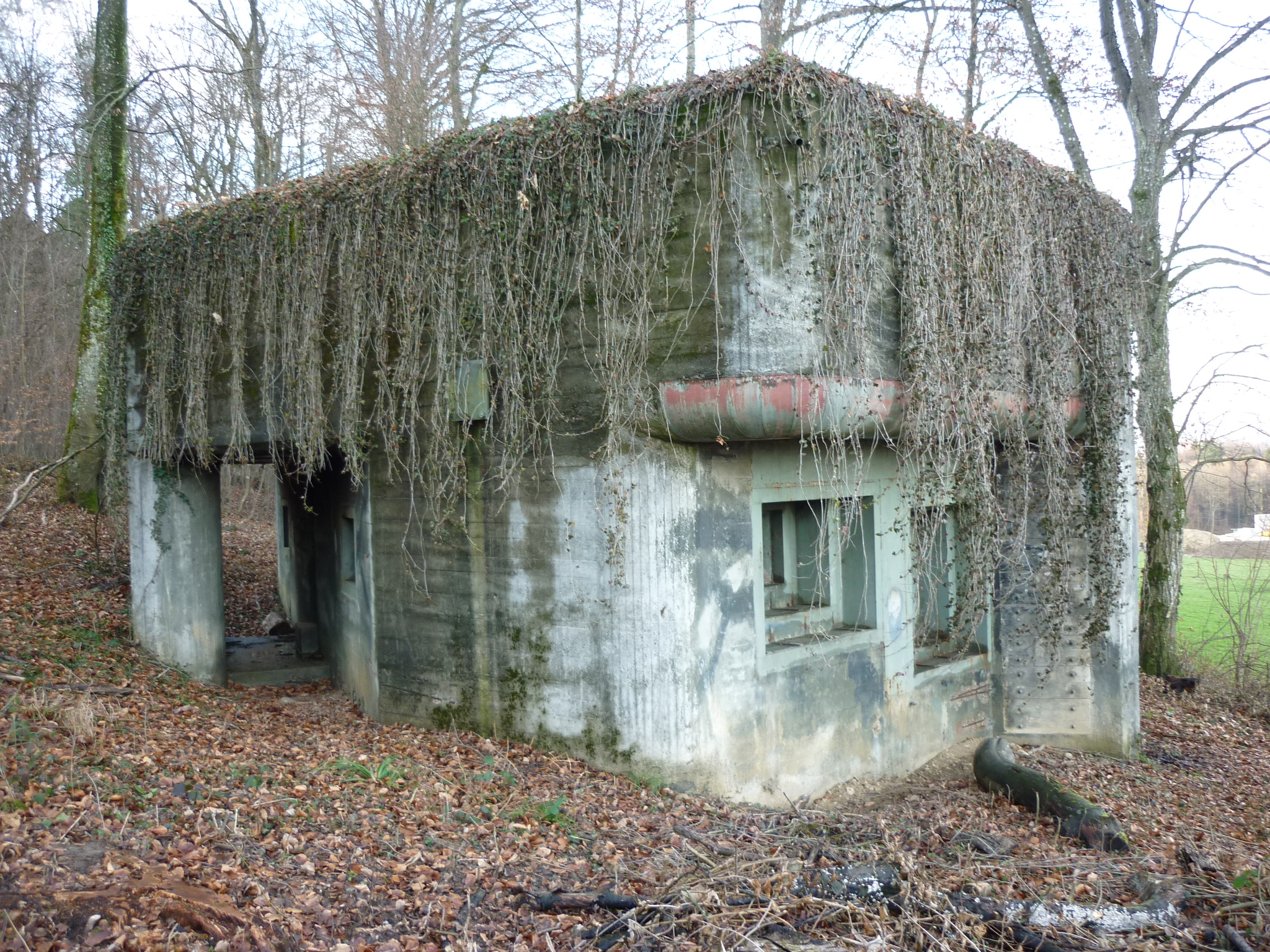
Bunker «Lindenbühl Ost»
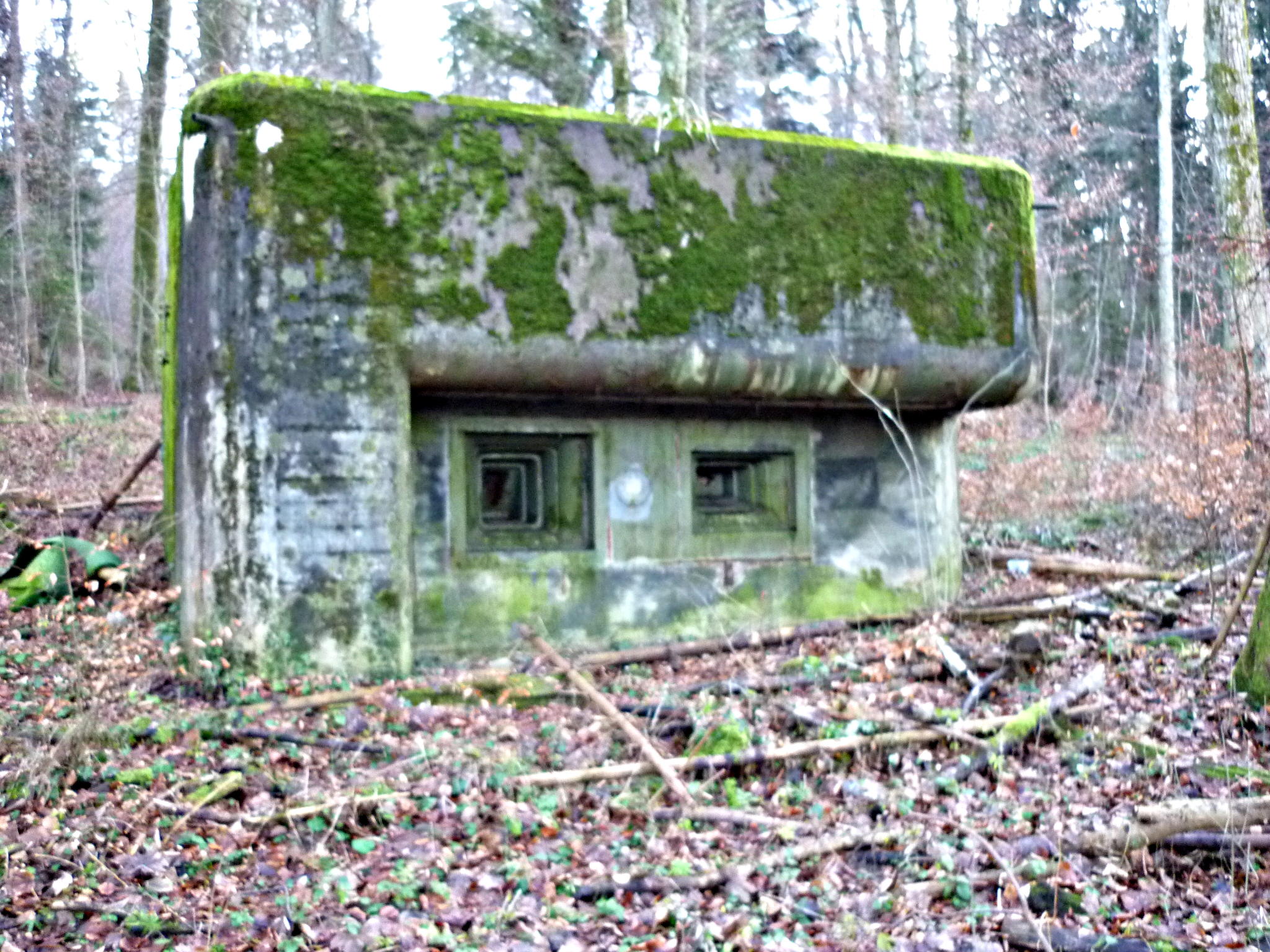
Beobachtungsbunker «Hühnerstall» A 5224
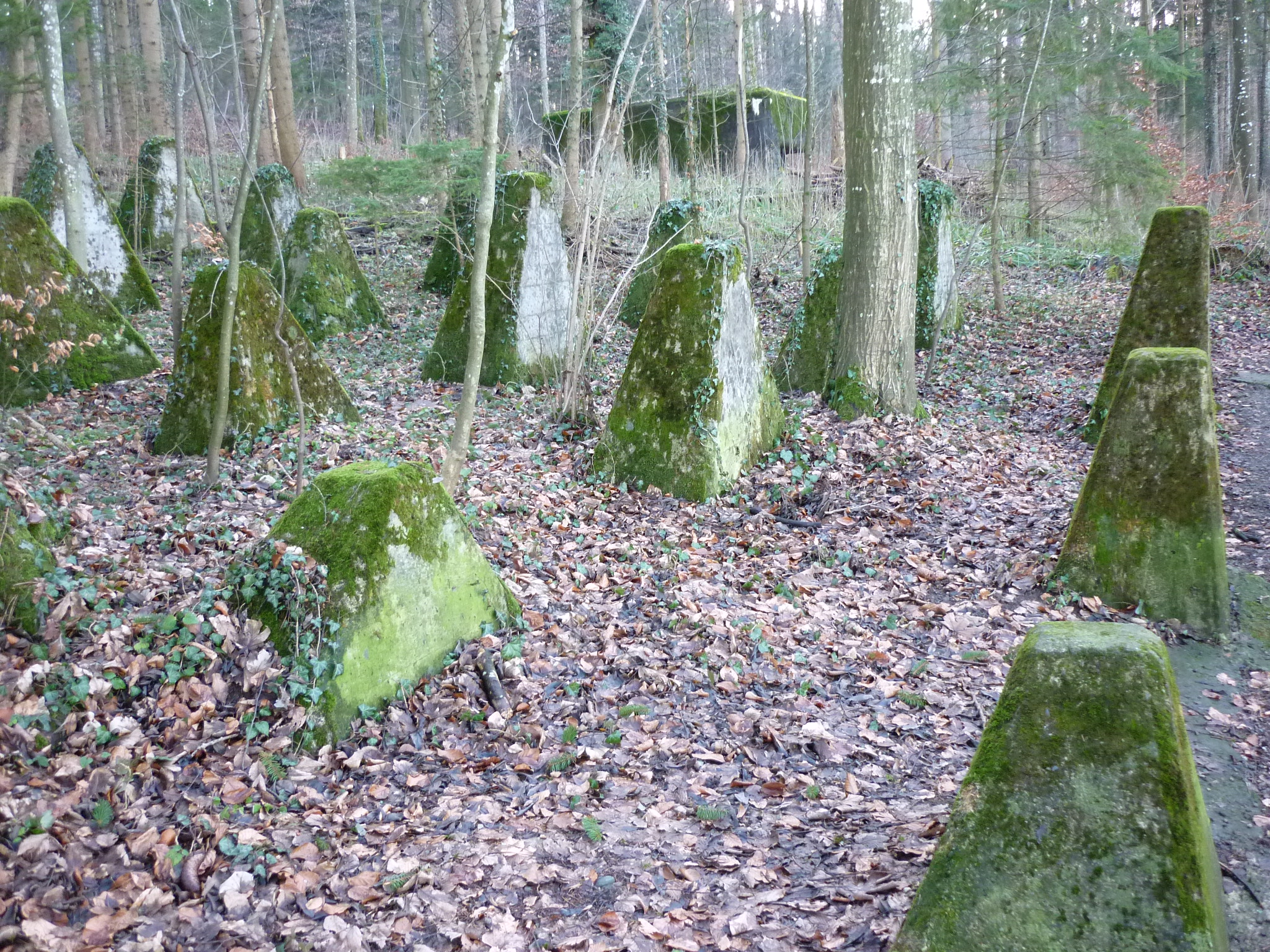
Tanksperre Mutschellenstrasse
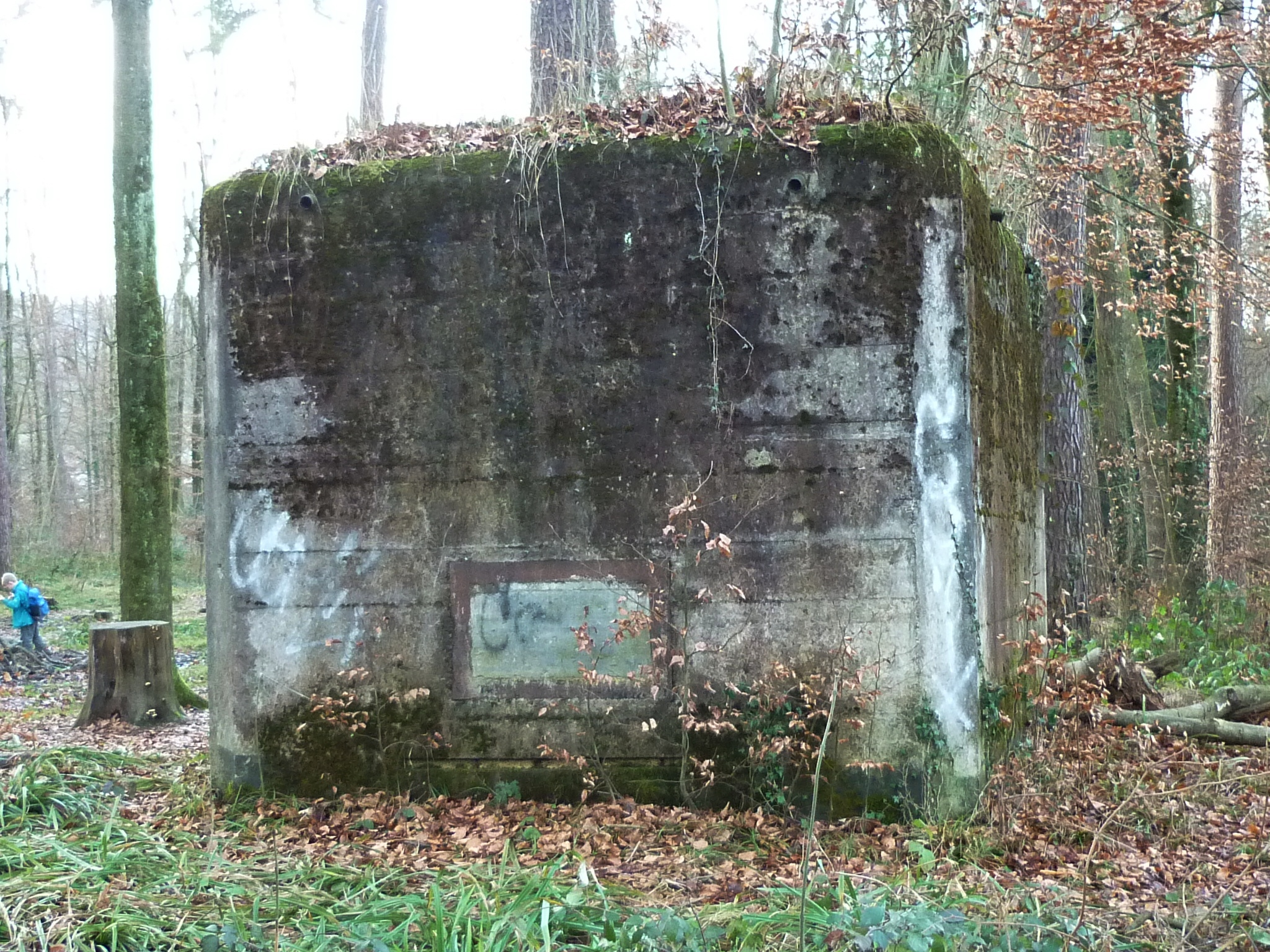
Bunker Guggenbühlwald A 5230
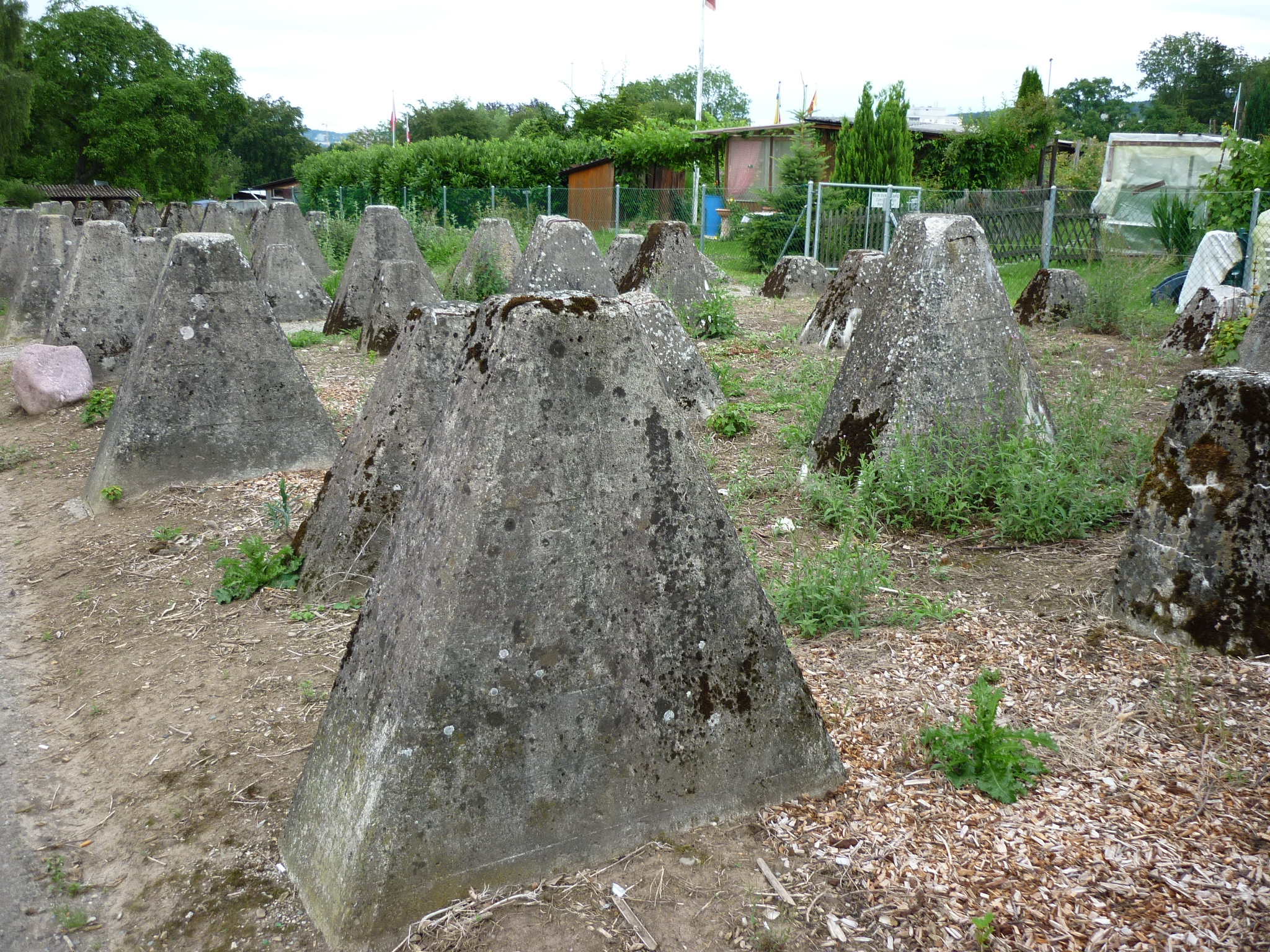
Höckerlinie Guggenbühl T 2577
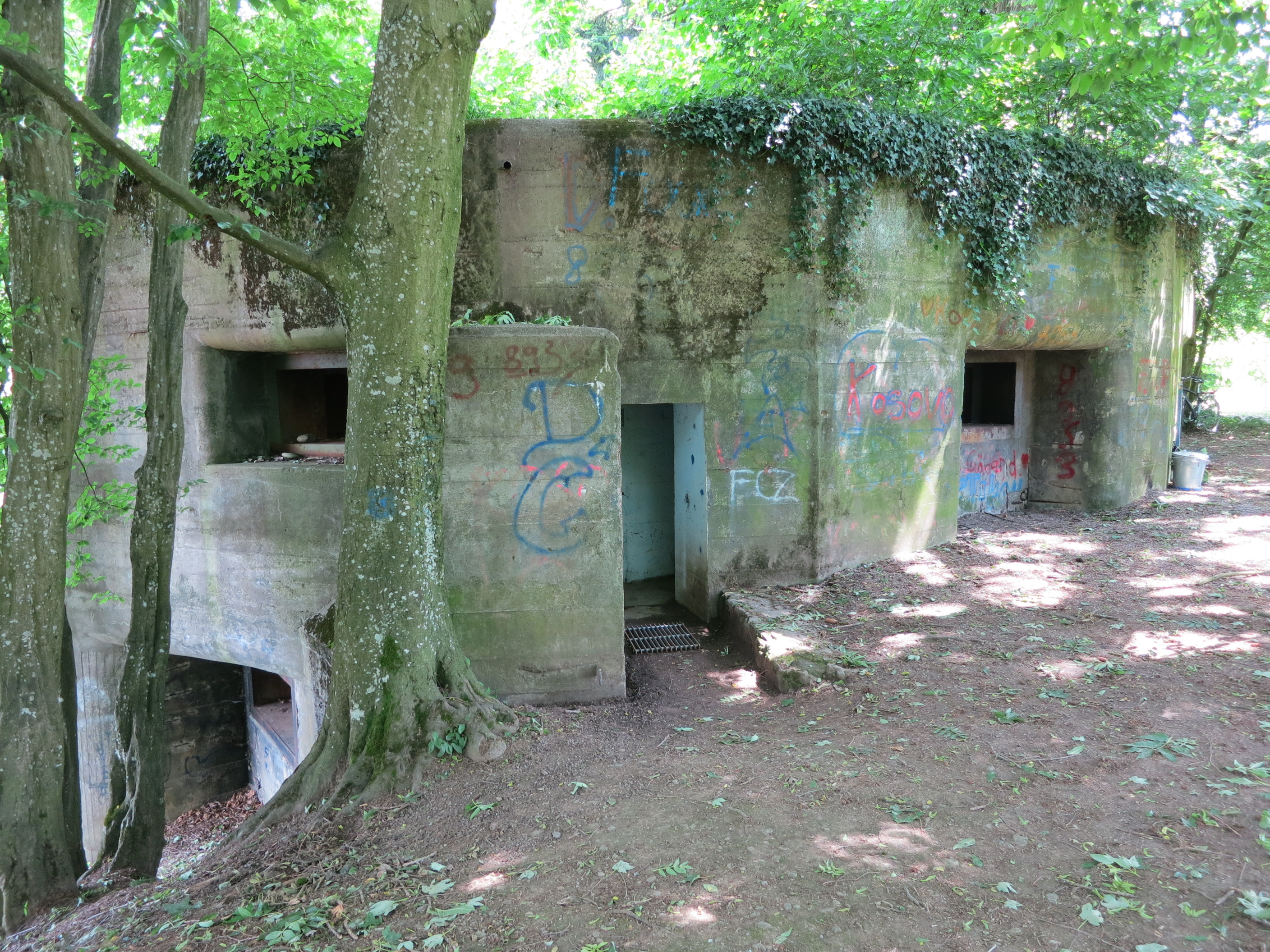
Bunker «Vogelau» A 5233
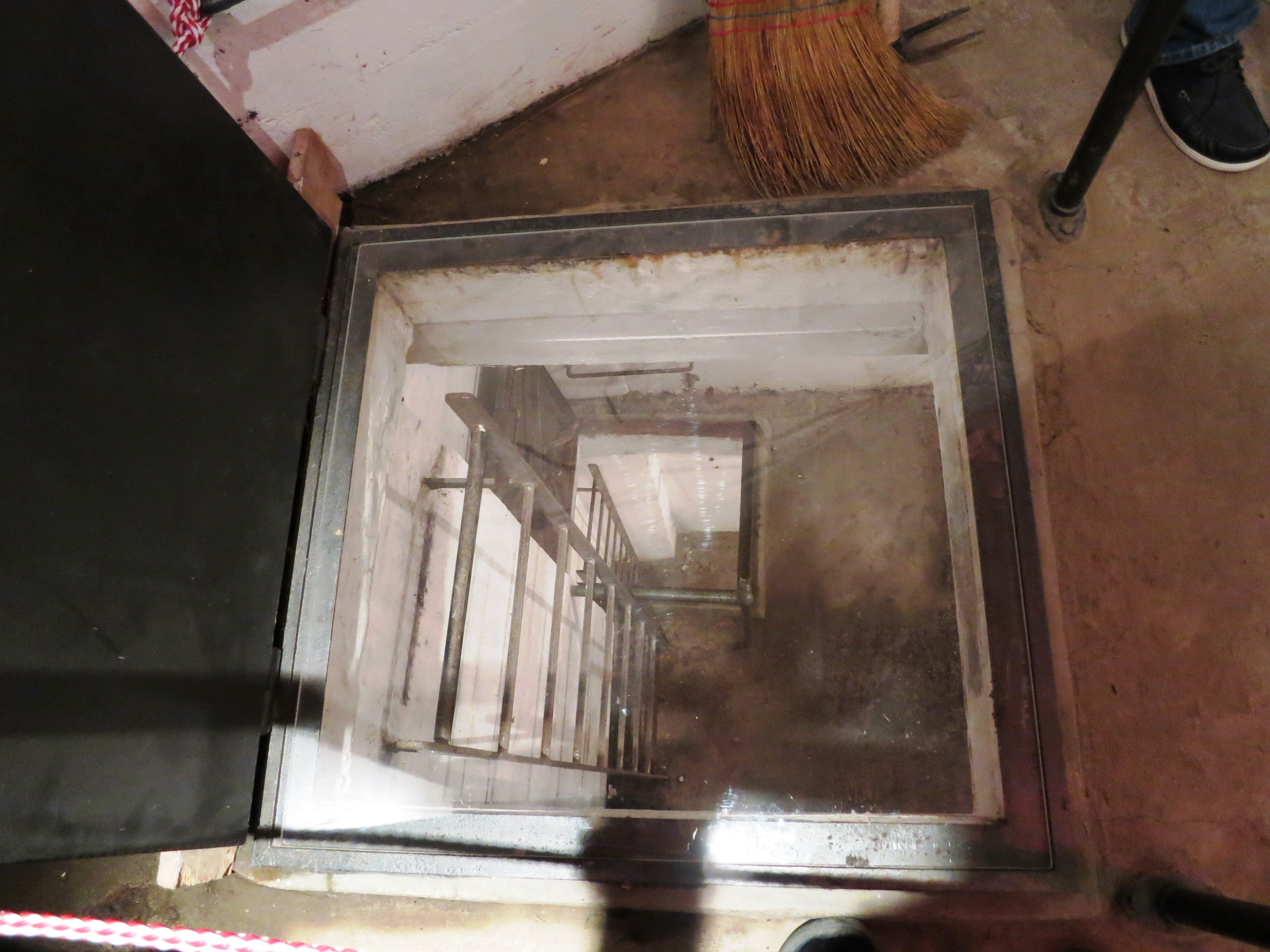
Bunker «Vogelau», Zugang zu den unteren Stockwerken A 5233

### Südwestsperre
- Unterstand Hohnert Kiesgrube Süd A 5189 Guggenmattstrasse		⊙
- Unterstand Hohnert Kiesgrube Nord A 5190 Guggenmattstrasse		⊙
- Unterstand Honeret A 5191 Bremgartenstrasse		⊙
- Unterstand Honeret A 5192 Bremgartenstrasse		⊙
- Mg-Bunker Honeret A 5193 Bremgartenstrasse		⊙
- Mg-Bunker Hohnertwald A 5194 (abgebrochen)		⊙
- Unterstand Honeret A 5195 Reppischhof		⊙
- Bunker Infanteriekanone 4.7cm A 5196 Fischerhölzli		⊙
- Unterstand Holenstrasse A 5197 Fischerhölzli		⊙
- Unterstand Holenstrasse A 5198 Fischerhölzlistrasse		⊙
- Bunker Ik-Kanone 4.7cm Unterreppischtal A 5199 Stigelmatt Urdorf		⊙
- Bunker Ik-Kanone 4.7cm Unterreppischtal A 5200 Oberächer Urdorf		⊙
- Unterstand Unterreppischtal A 5201 Reppischtalstrasse Urdorf		⊙
- Atomschutzunterstand ASU 24 F 20023 ⊙
- ASU 23 F 20024		⊙
- ASU 25 F 20025		⊙
- ASU 26 F 20026		⊙
- ASU 35 F 20027		⊙
- ASU 29 F 20030		⊙
- ASU 30 F 20031		⊙

## Heute

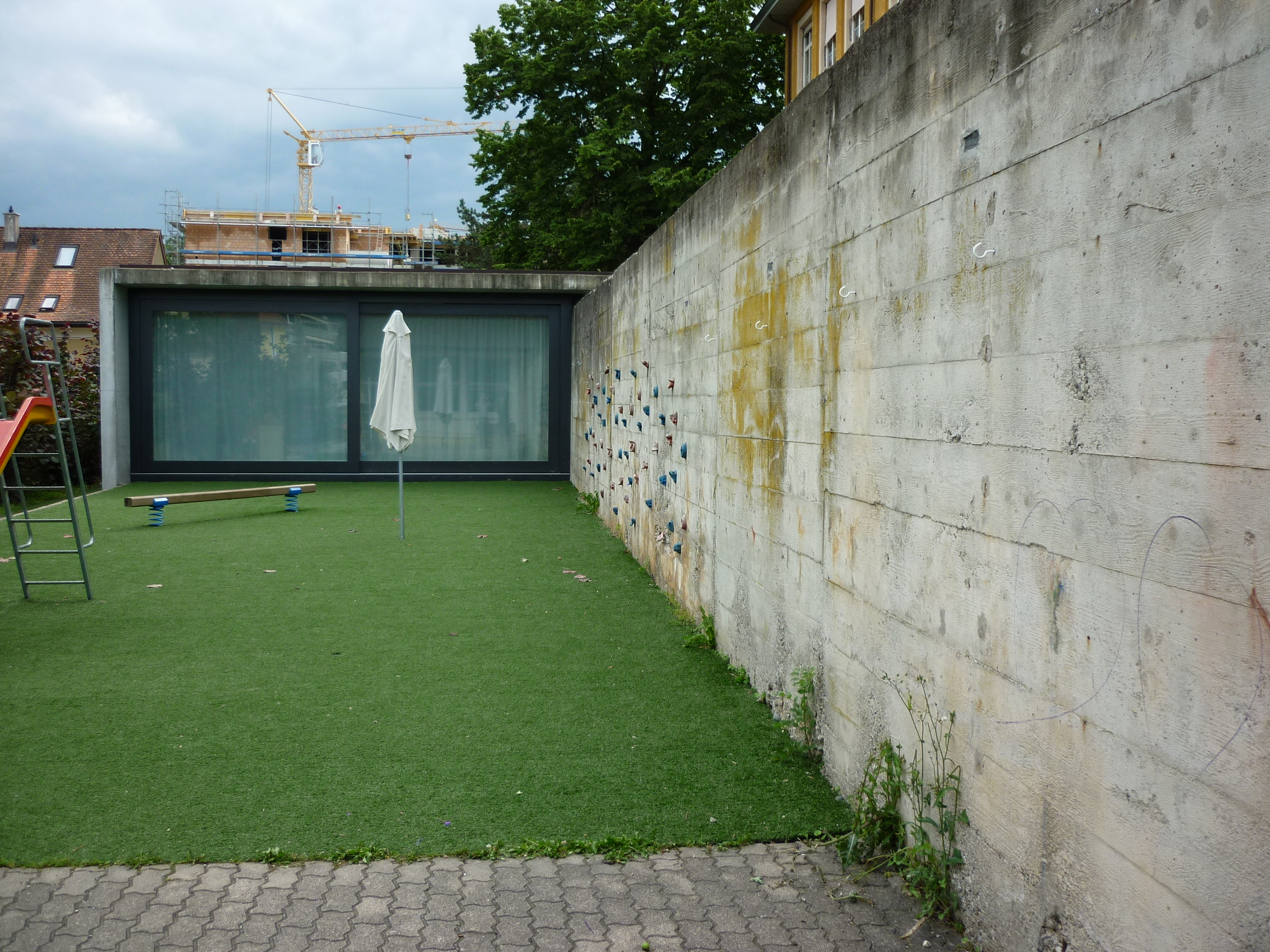
Kindergarten integriert in die Festungsmauer

Nach Kriegsende begann man die Befestigungswerke in und um Dietikon abzureissen, was jedoch wegen der soliden Bauweise aufwändiger und kostspieliger als erwartet war. Für den Abriss der Mauer hinter dem neuen Zentralschulhaus erhielt die Gemeinde Geld vom Bund. Da die Bevölkerung aber mehr an einem neuen Schwimmbad interessiert war, wurde das Geld für diesen Zweck eingesetzt, und die Betonmauer blieb der Stadt erhalten. Der Abbruch dieses rauen Betonkolosses von rund 75 Meter Länge, 3 Meter Höhe und 1,5 Meter Dicke an der Basis stand 2001 wieder zur Diskussion, als Dietikon einen Wettbewerb für den Bau von zwei Kindergärten an dieser Stelle ausschrieb. Dass die beiden Kindergärten trotz politischem Gegenwind überhaupt realisiert werden konnten, war einem Architektentwurf zu verdanken, der die Kindergärten so in die Mauer integrierte, dass diese in ihrer gesamten Länge erhalten werden konnte.
Im Ortsmuseum Dietikon ist ein Raum mit einem Stadtmodell der damaligen Zeit und historischen Fotografien der Festung gewidmet.

## Artilleriestellung Bremgarten-Hegnau
Im mittleren Abschnitt der Limmatstellung errichteten zivile Baufirmen von März bis Juni 1940 Geschützstände in permanenter Bauweise. In Bremgarten-Hegnau wurden zwei Batteriestellungen für die Feldartillerieabteilung 1 (1. Division) erstellt, die feindliche Übersetzaktionen über die Limmat verhindern sollten. Am südwestlichen Stadtrand von Bremgarten wurde eine dritte Stellung (Bremgarten-Ripplisberg) erstellt, die heute nicht mehr vorhanden ist. Die Artilleriestellung Bremgarten-Hegnau gilt als militärhistorisches Denkmal von nationaler Bedeutung.
Die beiden Batteriestellungen Hegnau bestanden aus je vier Geschützständen (mit Splitterschutz gegen oben) und je zwei Mannschaftsunterkünften. Mit einem Betonpodest für die Geschützräder und Einschnitten in der Decke waren die Geschützstände sowohl für 7.5-cm-Feldkanonen (Maximalevaluation 45 Grad) als auch für 12-cm-Feldhaubitzen verwendbar:
- Artilleriestellungen Hegnau A 4179 ⊙ und A 4181 ⊙
- Unterstand Hegnau A 4180 (für 4179 und 4181) ⊙
- Artilleriestellungen Hegnau A 4183 ⊙ und A 4184 ⊙
- Unterstand Hegnau A 4182 (für 4183 und 4184) ⊙
- Artilleriestellungen Hegnau A 4186 ⊙ und A 4187 ⊙
- Unterstand Hegnau A 4185 (für 4186 und 4187) ⊙
- Artilleriestellungen Hegnau 4189 ⊙ und A 4190 ⊙
- Unterstand Hegnau A 4188 (für 4189 und 4190) ⊙

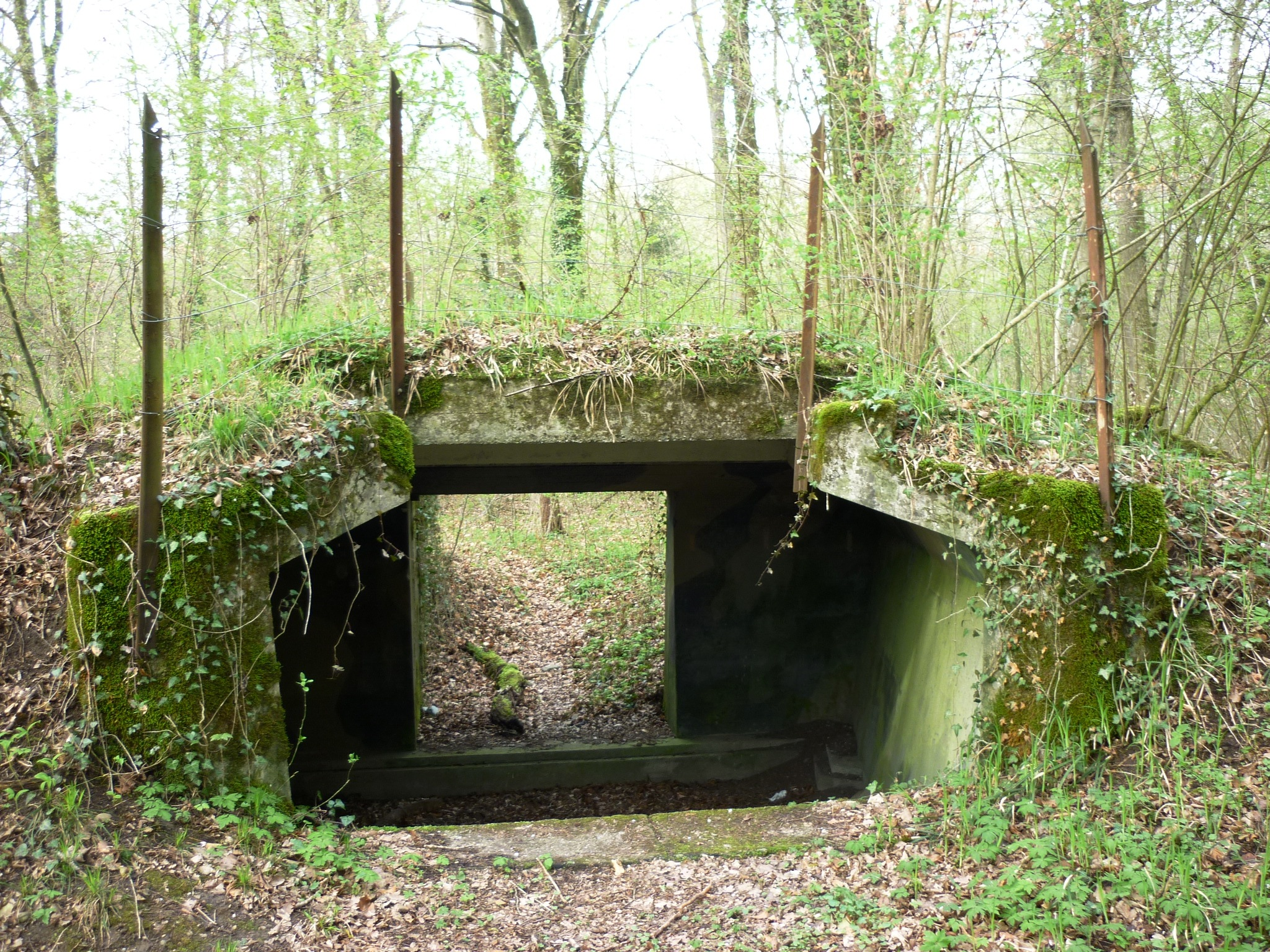
Geschützstand Hegnau für mobile 7,5-cm-Feldkanone oder 12-cm-Feldhaubitze
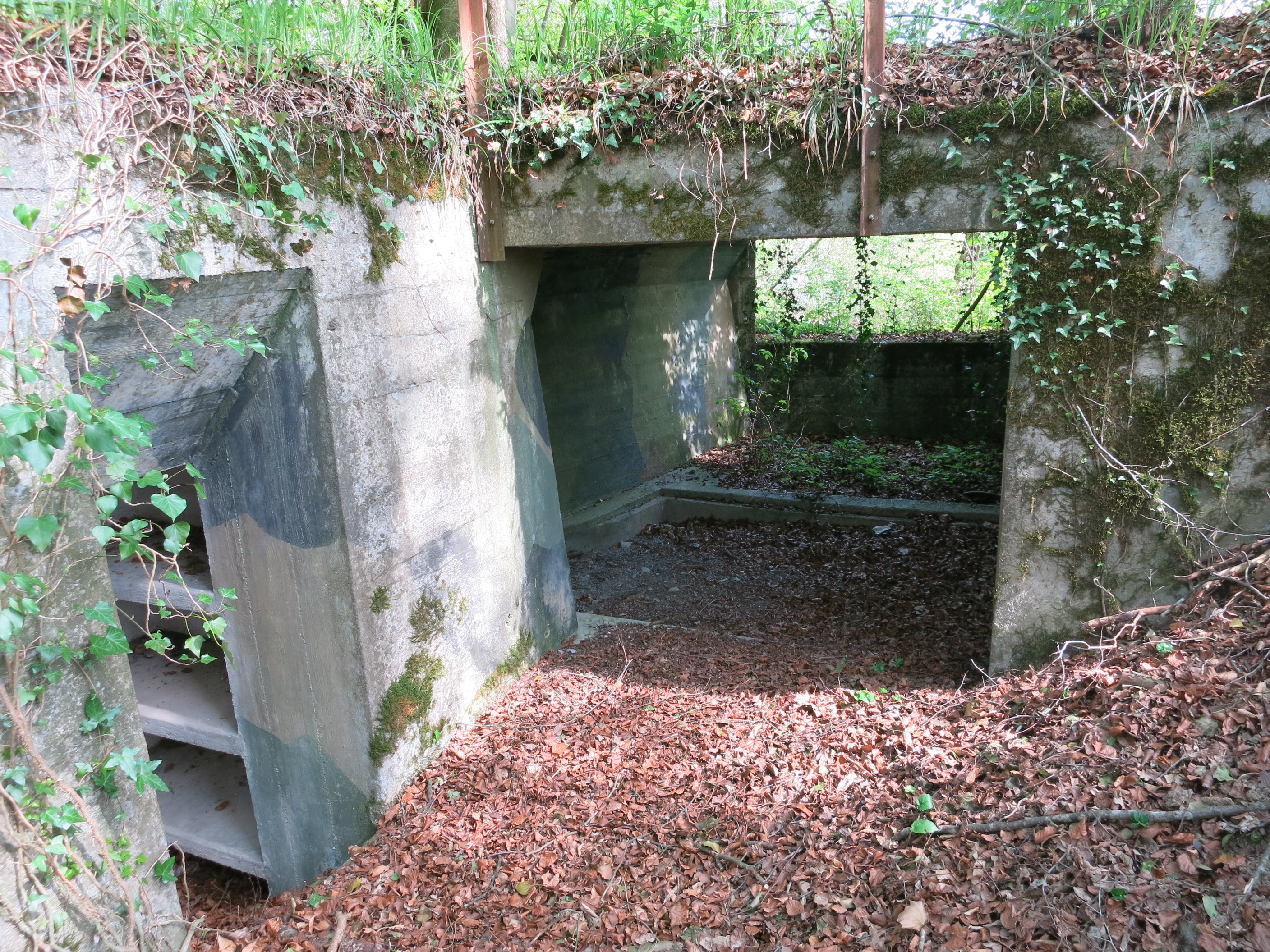
Geschützstand Hegnau A 4183 mit Munitionsablage
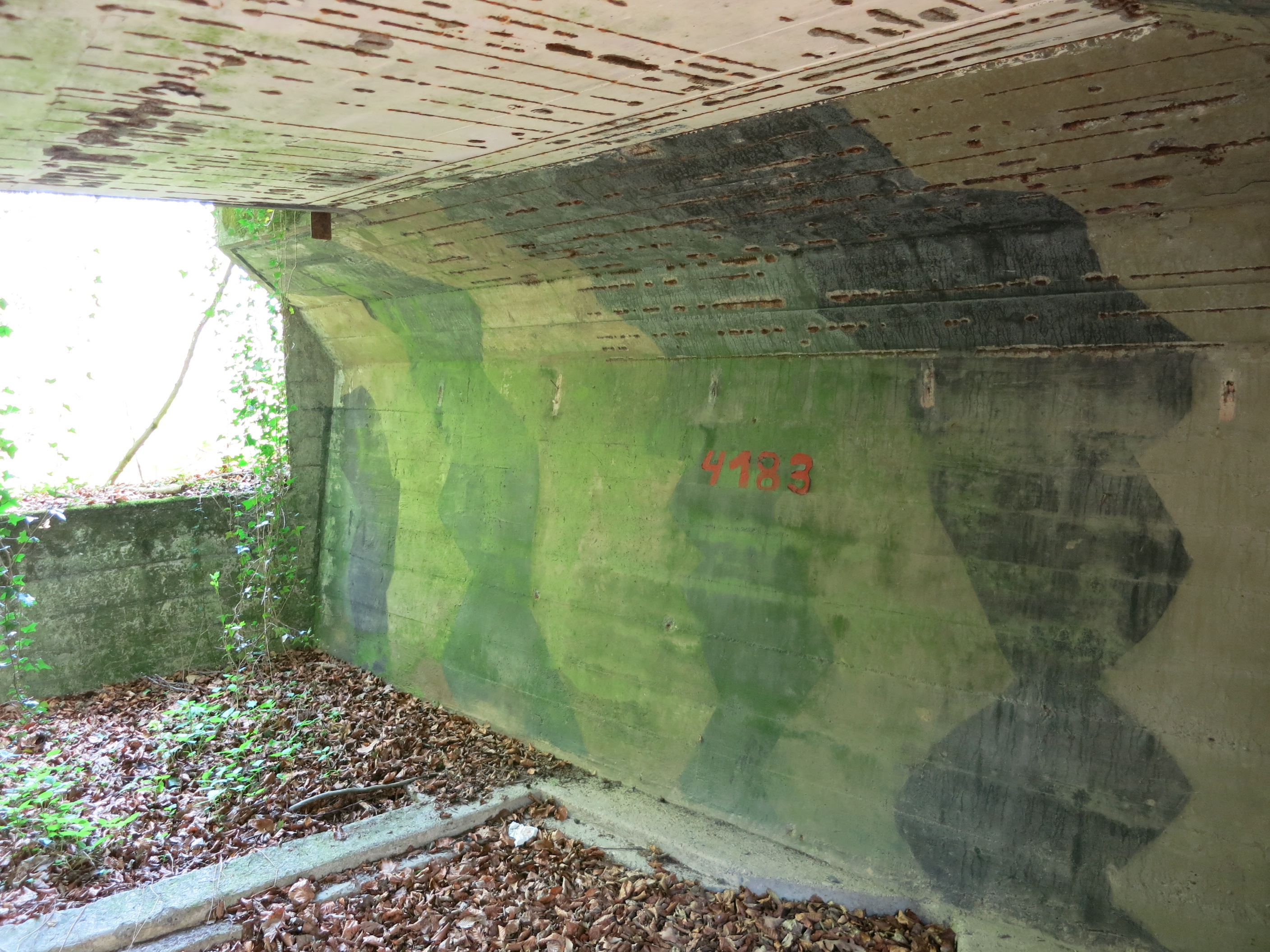
Geschützstand Hegnau A 4183 innen
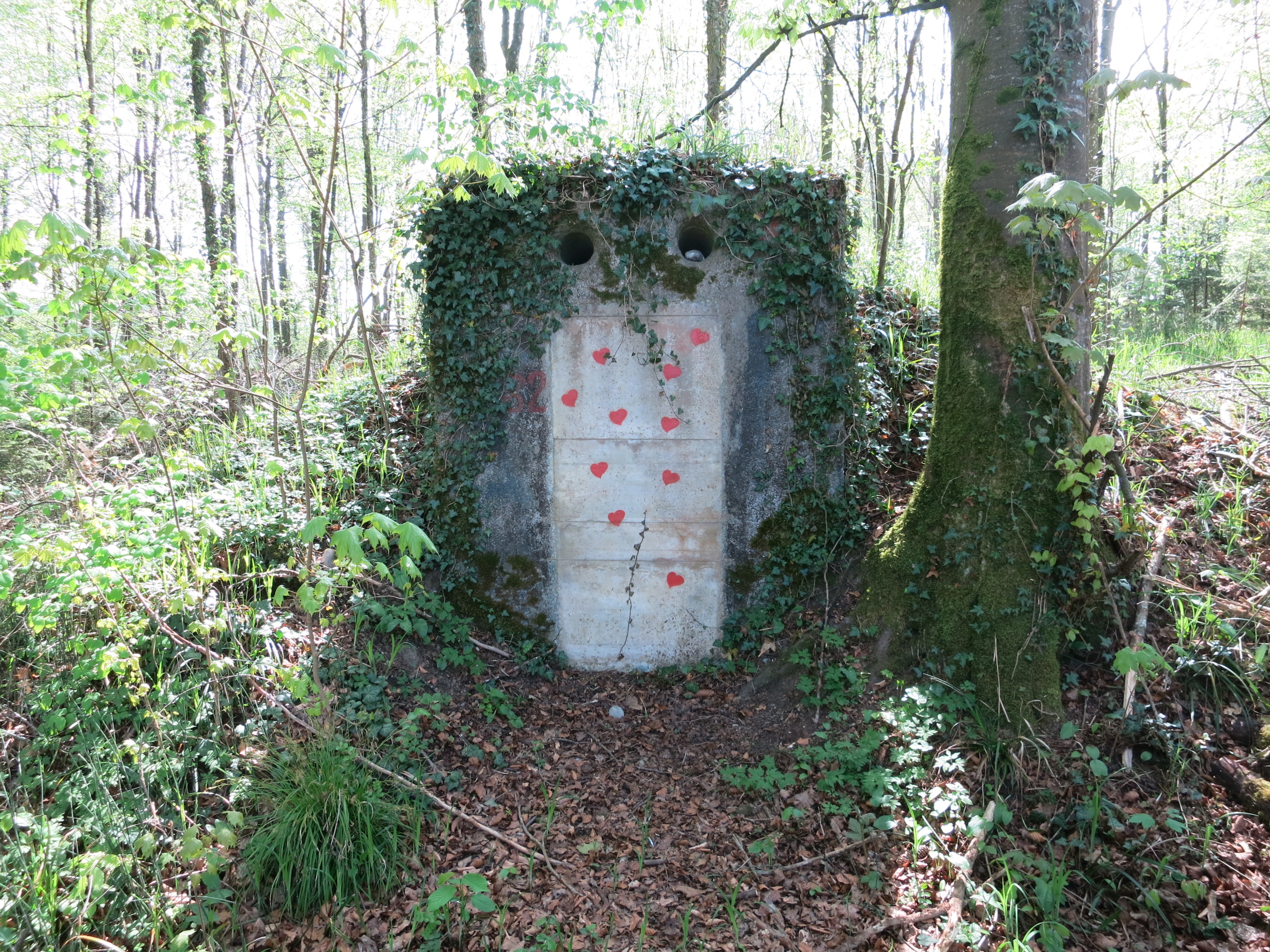
Unterstand Hegnau A 4182